# Léon Degrelle
Léon Joseph Marie Ignace Degrelle (Bouillon, 15 giugno 1906 – Malaga, 31 marzo 1994) è stato un politico e militare belga, fondatore del rexismo, movimento nazionalista belga di ispirazione cattolica, per poi indirizzarsi ideologicamente al fascismo. Combatté nella seconda guerra mondiale nel contingente vallone delle Waffen-SS.
Esiliato in Spagna nel 1945 e ivi naturalizzato nel 1954, ha sempre difeso ed esaltato il suo operato erigendosi a paladino del nazionalsocialismo e delle tesi revisioniste sulla seconda guerra mondiale. È stato una delle principali figure del neonazismo e referente di alcuni movimenti dell'estrema destra europea.

## Infanzia e giovinezza

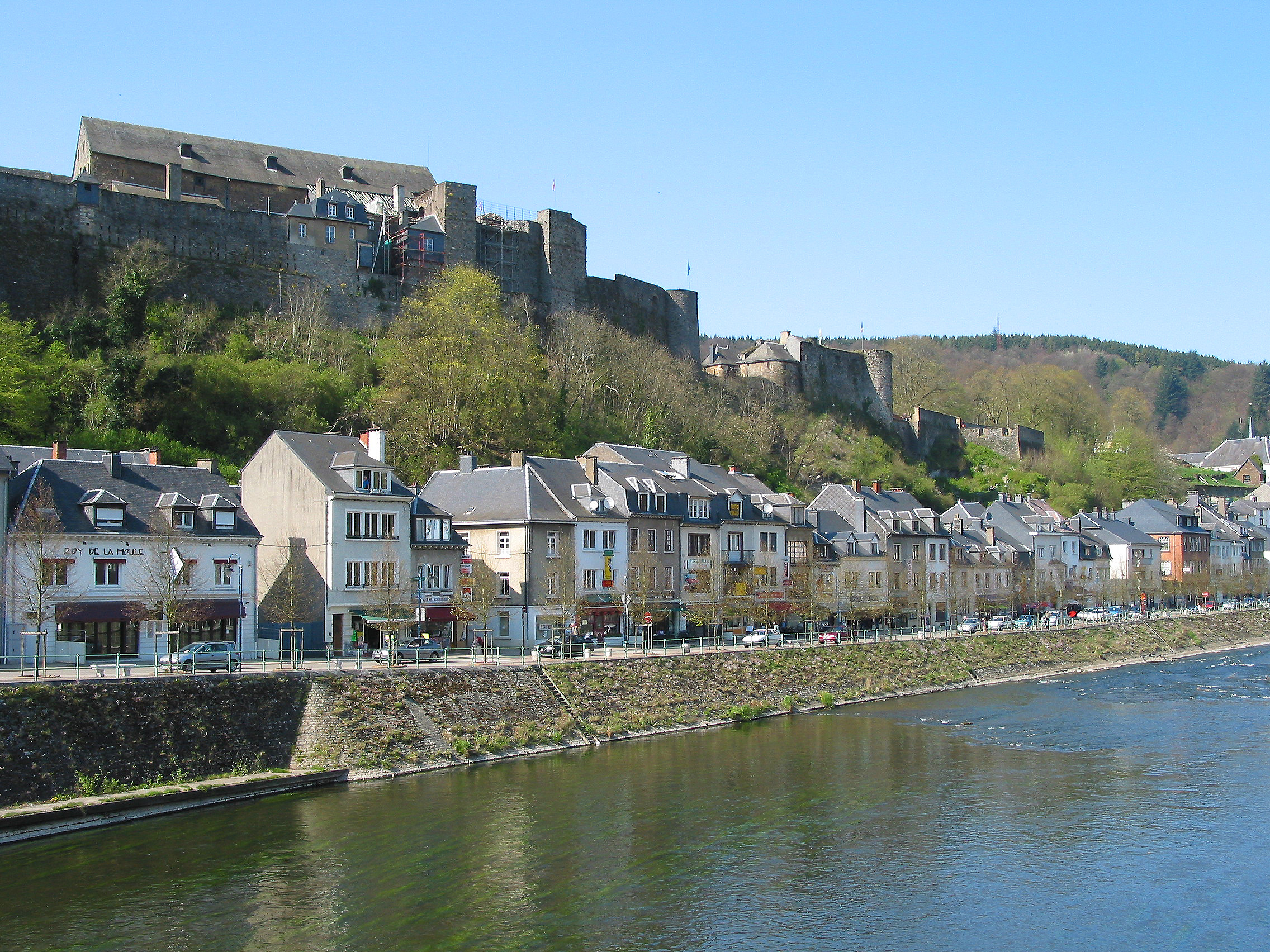
Bouillon, panorama

Léon Joseph Marie Ignace Degrelle nacque a Bouillon, nelle Ardenne belghe, presso il castello Goffredo di Buglione, leggendario condottiero della prima crociata.

Suo padre Édouard Degrelle esercitava il mestiere di birraio in Francia ed era espatriato in Belgio nel 1901, secondo quanto scrive Robert Brasillach (1909–1945), giornalista francese simpatizzante nazista, a seguito dell'espulsione dei gesuiti francesi e al rinfocolarsi del movimento anticlericale diffuso in quel periodo in Francia. Secondo lo storico Alain Colignon, in realtà Édouard Degrelle lasciò la Francia per impiantare in Belgio una birreria che assicurava maggiori guadagni.

Sua madre, Marie-Louise Boever, era la figlia del capo della destra della provincia belga del Lussemburgo. Assunta la nazionalità belga, Édouard Degrelle avviò la sua carriera politica con il Partito cattolico belga; eletto al consiglio provinciale del Lussemburgo, divenne deputato nel 1925.
Léon fu il quinto figlio nato dalla coppia, dopo Marie, Édouard (morto all'età di venti mesi), Jeanne, Madeleine e prima di Louise-Marie, Édouard e Suzanne. La famiglia era contraddistinta da un fervente cattolicesimo: preghiera la sera, messa e comunione ogni giorno, presenza a quattro funzioni la domenica.. Léon frequentò la scuola materna con sua sorella Louise-Marie presso i "Religiosi della dottrina cristiana". Dopo aver completato gli studi secondari presso l'"Istituto San Pietro" di Bouillon nella sezione di greco e latino, Degrelle entrò nel 1921 nel collegio di "Nostra Signora della pace" a Namur tenuto dai gesuiti, «compiendovi degli studi irregolari, talvolta brillanti, talvolta mediocri a seconda degli anni».
Appassionato alla letteratura e in particolare alle opere di Charles Péguy, iniziò a scrivere composizioni poetiche e a collaborare a giornali e riviste di provincia quando aveva appena quindici anni, età in cui viene descritto come «un adolescente robusto, piuttosto ribelle, scarsamente comunicativo, con una volontà di dominare, di comandare, con una certa insolenza e una sensibilità quasi malata»; «egli ha una tendenza molto pronunciata per le professioni di fede, le frasi incisive, le parole colorite».
A diciassette anni intraprese una fitta corrispondenza con il cardinale Désiré-Joseph Mercier, primate dei belgi, e venne notato dal capo del partito socialista belga Émile Vandervelde, che pubblicò uno dei suoi articoli ne Le Peuple e gli manifestò la sua simpatia. Durante i suoi studi in collegio scoprì il pensiero di Charles Maurras, di cui divenne un acceso sostenitore e «di cui apprezza soprattutto l'antiparlamentarismo e il culto della monarchia».
A causa della sua vicinanza con le idee e il programma dell'Action française, Degrelle concepì ugualmente una profonda ammirazione per l'opera di Léon Daudet, ed «è del tutto evidente che tramite questo incontro che egli acquisisce il suo stile polemico e vigoroso». Nel 1924, a diciotto anni, Degrelle iniziò i suoi studi di diritto nella facoltà dell'università cattolica di Namur ed è durante questo primo anno di studi che egli organizzò una forte campagna di sostegno a Maurras rispondendo a un sondaggio proposto da i "Quaderni" della gioventù cattolica sulla domanda «tra gli scrittori degli ultimi venticinque anni quale considerate come vostro maestro?». La campagna fu particolarmente efficace e Maurras venne indicato dalla maggioranza delle risposte.
Degrelle non riuscì a superare gli esami di giurisprudenza e allora iniziò lo studio di lettere e di filosofia tomista presso l'università cattolica di Lovanio: dopo due anni compiuti con successo, s'iscrisse alla facoltà di giurisprudenza e scienze politiche «dove affronta con esiti scarsi i suoi esami che supera a fatica e comunque non arriverà mai alla laurea. [...] Se i suoi insuccessi nello studio del diritto sono innegabili, essi sono attribuibili più alle sue molteplici attività extrascolastiche che a una presunta debolezza intellettuale». Uno dei suoi professori, il visconte Terlinden, riteneva che si trattasse di uno studente mediocre del quale «la povertà culturale alimentava penosamente, durante gli esami, un linguaggio molto elaborato».

## Scrittore e giornalista
Nell'ottobre 1927, prima della conclusione dei suoi studi e per iniziativa di monsignor Picard, cappellano dell'Associazione cattolica della gioventù belga (ACJB), Degrelle assunse la direzione de L'Avant-Garde, il giornale degli studenti di Lovanio che sotto la sua direzione raggiunse «la pubblicazione di un numero di copie straordinario per questo genere di pubblicazione (10 000 copie)». Nel gennaio del 1928 partecipò al saccheggio di una esposizione dell'Unione sovietica organizzata a Bruxelles, dichiarando riguardo ai comunisti che «essi vogliono annientare ciò che a noi è più caro: la Chiesa, la Nazione, l'ordine sociale e familiare...[...] né pacatezza né cortesie nei confronti di questa gente di Mosca. Bisogna semplicemente dir loro tre parole: Lontani da noi!»
Dal 1928 al 1930 Degrelle scrisse, di volta in volta, poemi (Les Tristesses d'hier - Le malinconie di ieri - raccolta edita nel 1930), opere di parodia come Jeunes plumes et vieilles barbes de Belgique (Giovani penne e vecchie barbe del Belgio) e Les grandes farces de Louvain (Le grandi farse di Lovanio), libri di politica e di polemica (Les Flamingants - I fiamminghi - nel 1928 dove avanza «la necessità d'una migliore comprensione tra le due comunità nazionali») e Furor teutonico, dove appoggia le autorità cattoliche contro gli ambienti anticlericali.

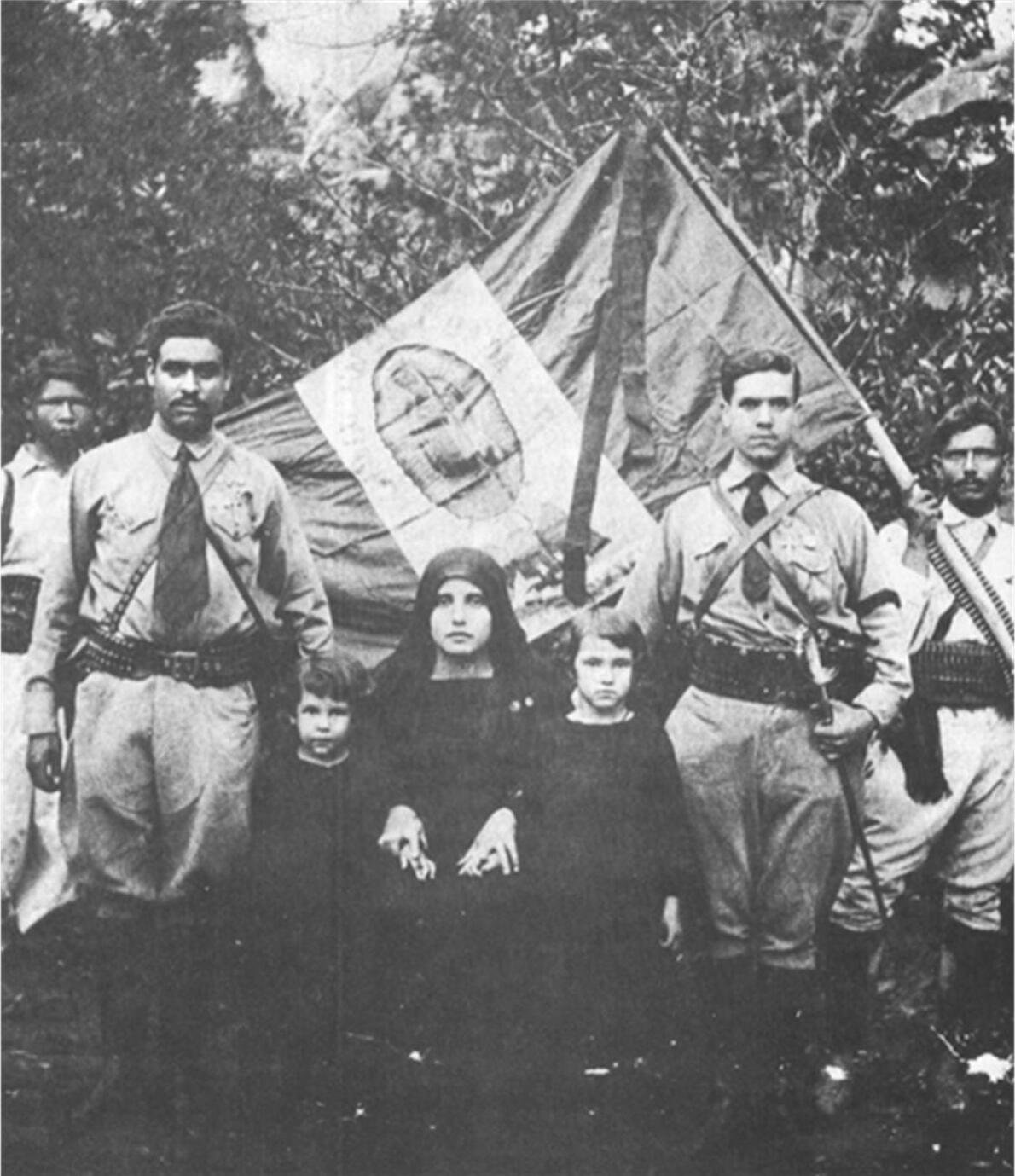
Cristeros con la bandiera della Madonna di Guadalupe

Nel 1929 l'abate Norbert Wallez l'assunse come redattore al Vingtième Siècle, dove nello stesso tempo iniziò a lavorare Hergé. La sua inchiesta giornalistica sullo stato delle stamberghe cittadine, molto dura nei confronti dei proprietari, gli valse una lettera di congratulazioni da parte del primo ministro Henri Jaspar; quando gli articoli vennero pubblicati in una raccolta, la prefazione venne scritta dal ministro del Lavoro. Dopo l'assassinio del presidente del Messico Álvaro Obregón per mano di José de León Toral, un giovane studente cattolico oppositore della politica anticlericale del governo, Degrelle pubblicò un articolo sul Vingtième Siècle dove approvava l'omicidio di Obregon e chiudeva il suo scritto affermando che «A ogni nuovo Toral gli grideremo dal cuore: bravo!»
L'articolo suscitò un grande scandalo e, messo alla corda dalla stampa di sinistra che lo invitava ad andare in Messico a vedere con i suoi occhi quello che stava realmente accadendo, Degrelle accettò la sfida: raccontò dei suoi eventi rocamboleschi, che egli amplificò fantasiosamente, nel suo libro Mes aventures au Mexique. Come riportato in questo reportage, dopo un soggiorno nel bel mezzo della guerra dei Cristeros e grazie alla vendita dei suoi articoli a un editore statunitense, visitò rapidamente anche gli Stati Uniti d'America, da dove spedì dei disegni a Hergé, e il Canada. Ancora oggi però viene messo in dubbio se Degrelle abbia mai effettivamente messo piede nel continente.
Rientrato ufficialmente in Belgio nel febbraio del 1930, pubblicò in quello stesso anno un opuscolo di 37 pagine intitolato Histoire de la guerre scolaire. 1879-1884 (Storia della guerra scolastica. 1879-1884) «sulla cui copertina appaiono il disegno suggestivo di un crocefisso fortemente barrato di rosso e i nomi dell'autore e dell'illustratore: in alto Degrelle e in basso Hergé. [...] Questa collaborazione non susciterà nel disegnatore "nessun rimpianto, nessun rimorso"».

## Il periodo rexista

### La casa editriceChristus-Rex
Nell'ottobre 1930 Degrelle venne nominato da Picard direttore della modesta casa editrice Christus-Rex, incaricata delle pubblicazioni dell'Azione cattolica. «Fondata dalla Chiesa nel 1921, questa associazione [...] è animata da un esuberante sentimento religioso e, benché non s'interessi di politica, forgia una generazione di nuovi cattolici impegnati che rifiutano con disprezzo le manovre e i compromessi del partito cattolico». «Appena nominato direttore Degrelle decise che bisogna cambiare». Si lanciò nella pubblicazione di opuscoli d'attualità venduti a un franco l'uno e in quella di libriccini che potessero interessare i numerosi cattolici: il 10 ottobre 1931 partecipò al lancio del settimanale Soirées (Serate), che ebbe un certo successo e del quale le edizioni Rex acquistarono il controllo nell'aprile 1933.
In occasione delle elezioni legislative del 1932, Degrelle fu incaricato di condurre una parte della campagna elettorale a sostegno del partito cattolico, durante la quale «egli mostrò il suo vero talento di propagandista» diffondendo i suoi opuscoli e i suoi manifesti, «veri capolavori di psicologia semplice, di buon gusto e d'arte». Nel corso di questa campagna Degrelle utilizzò un manifesto realizzato da Hergé che raffigurava un cranio protetto da una maschera antigas con lo slogan «Contro l'invasione votate per i cattolici» e, al posto della firma di Hergé, la scritta «studio delle edizioni Rex»; l'uso di questo manifesto fece nascere le proteste di Hergé, non per motivi politici, ma esclusivamente artistici. Il creatore del fumetto di Tintin si era «impegnato a lavorare con Degrelle, ma come per questo disegno così per qualunque altro egli non pensa di firmarlo se non dopo averlo meticolosamente rivisto, rifinito e definitivamente messo a punto».
Dal 1932 al 1933, Degrelle lanciò successivamente quattro nuove pubblicazioni: Rex, Vlan, Foyer e Crois. All'inizio Rex era concepito come un supplemento letterario di 16 pagine a Soirées, riservando la parte politica a Vlan. Annunciando in Rex la pubblicazione del primo numero di Vlan, Degrelle non nascose i suoi obiettivi: «Il nostro giornale politico si propone di seguire la via retta. [...] Noi saremo al servizio del partito cattolico con tutte le nostre forze, criticandolo o incoraggiandolo, aspettando di conquistarlo».
I risultati dell'inchiesta sul partito cattolico pubblicati su Vlan il 29 aprile 1933 confermarono che la critica superava gli incoraggiamenti: nel numero di Rex del 25 febbraio 1933, Degrelle era già stato molto chiaro: «Rex è prima di tutto un movimento, un organismo da combattimento. Noi vogliamo, nel giro di qualche anno, conquistare bastione per bastione, muraglia per muraglia, tutte le fortezze del paese... Perché noi abbiamo un ideale e poiché è chiaro che un giorno noi che saremo i capi incontreremo sempre dei nemici. Prima di tutti naturalmente alcuni cattolici. Questi possono essere sicuri che attaccandoci usufruiranno della più totale immunità».
Il 31 luglio 1933 Degrelle divenne proprietario delle edizioni Rex, grazie a degli interventi finanziari familiari e alla sottoscrizione dei padri norbertini dell'abbazia d'Averbode, di 600 azioni della nuova società. Il nuovo proprietario si lanciò in una serie di nuove pubblicazioni: una collezione di romanzi alla portata di tutti, libri di autori politici cattolici, opuscoli pubblicati a decine di migliaia sulle apparizioni della Madonna a Beauraing e a Banneux.

### I rapporti con la Chiesa belga

Logo del Partito Rexista

L'attività di Degrelle assunse connotazioni sempre più politiche a partire dal 1934, quando organizzò una conferenza stampa per i giovani cattolici il cui vero scopo era però quello di assicurarsi una pubblicità personale. Questo avvenimento suscitò la reazione del vescovo di Tournai, monsignor Rasneur, che gli fece sapere che egli trovava questa iniziativa inopportuna. Degrelle rivoltò a suo favore questa disapprovazione pubblicando su Rex e Soirées un articolo intitolato «Al servizio della Chiesa cattolica» nel quale scrisse «oggi stiamo per cambiare. Ed ecco perché: prima di tutto perché un vescovo ci esprime questo desiderio. E questo da solo basterebbe. Noi siamo qui per servire il cattolicesimo» e concluse «Per il Cristo! Con il Papa! Con i nostri vescovi! Rex vincerà». Questo articolo valse a Degrelle una lettera di ringraziamento dal vescovo di Liegi, monsignor Kerkhofs.
Quest'atto di sottomissione non rassicurò del tutto le autorità cattoliche. Proseguendo l'attivismo politico di Degrelle, monsignor Picard, cappellano generale dell'Associazione cattolica della gioventù belga, partecipò al cardinale Jozef-Ernest Van Roey le sue preoccupazioni: «Il signor Degrelle vuole servirsi ai fini di potere personale di opinioni a lui favorevoli.[...] Una cosa sola è sicura: che egli ha un'immensa ambizione e che sogna di governare il suo paese, come egli stesso dice. Impulsivo com'è, in un momento di turbamento sociale è capace delle peggiori imprudenze». Benché fosse stato convocato all'arcivescovato di Malines per dissipare gli equivoci tra Rex e l'Azione cattolica, Degrelle proseguì i suoi incontri politici. Nel gennaio del 1934 venne espulso dall'Azione Cattolica.
Il 2 novembre 1935 fece un passo azzardato. In occasione del congresso annuale della federazione delle associazioni e dei circoli cattolici a Courtrai, egli fece bloccare le uscite da trecento giovani rexisti e si lanciò in una violenta diatriba contro il partito cattolico, apostrofando il senatore Philips e il ministro Paul Segers come «escremento vivente». Gli avvenimenti di Courtrait furono seguiti da un decreto episcopale del cardinale Van Roey il 20 novembre 1935 che «condannava senza equivoci il movimento rexista anche se in termini moderati», cosa che procurò al cardinale d'essere apostrofato da Degrelle come «rinoceronte di Malines» e «cardinale Van Rana». «L'assalto di Courtrai e il biasimo episcopale che ne consegue, segnano la fine d'un periodo del rexismo».
Nella prospettiva delle elezioni legislative del 24 maggio 1936, lo stile e il tono di Degrelle divennero sempre più virulenti e diversi politici cattolici, prima sostenuti da Rex, vennero trattati da «aristocratici banchieri», «traditori della denigrazione», «eterni falliti e uomini che hanno il loro avvenire dietro le spalle»; anche un vescovo, come monsignor Schyrgens, venne descritto come «un pagliaccio e un prete da fiera». Dopo il rimprovero episcopale, queste uscite portarono a una rottura definitiva con il partito cattolico, che annunciò il 21 febbraio 1936 la fine dei rapporti con Degrelle e vietò ai suoi membri di collaborare con il movimento rexista.

### La campagna politica
L'entrata in politica di Rex come indipendente produsse una profonda trasformazione del movimento: se la maggior parte dei suoi dirigenti erano ancora dei giovani cattolici militanti, Rex divenne «il punto di raccolta d'una coalizione disparata di scontenti dello status quo, che raggruppava alla rinfusa reduci della prima guerra mondiale, membri delle leghe nazionaliste di destra, bottegai, commercianti. [...] Un po' come avvenne per il boulangismo del 1888-1889 o il poujadismo degli anni 1950 in Francia, il Rex diviene rapidamente un ripostiglio della protesta». Nel suo giornale Il paese reale, fondato il 3 maggio 1936, Degrelle condusse «una violenta campagna contro gli scandali di corruzione nei quali i politici di ogni partito erano implicati», presentando se stesso come «il grande epuratore» del potente partito cattolico, del quale egli ambiva divenirne il capo; «a partire da questo punto la carriera finora tortuosa di Degrelle assume una costante: la marcia verso la conquista del potere. Il movimento nella sua interezza fu messo al servizio delle tendenze dittatoriali di Degrelle, tendenze che sono uno dei tratti dominanti di tutti i dirigenti fascisti».
Gli scandali denunciati da Degrelle erano talvolta immaginari e «più che di imbrogli si trattava più spesso della utilizzazione di procedimenti giudiziari di poco conto, di traffici sottobanco, d'irregolarità di vario tipo che nei fatti non sono suscettibili di alcuna sanzione legale». Questo non toglie che la campagna orchestrata da Degrelle non colpisse l'opinione pubblica: alcuni rexisti si presentarono con delle scope, sfilando nelle strade nei dintorni dei centri cattolici. I rexisti inventarono il termine «bankster», che ebbe un grande successo; la violenza degli scritti di Degrelle non aveva più limiti: a proposito di Paul Segers egli scrisse: «Ne abbiamo piene le scatole di questi maiali, degli avventurieri e dei corrotti. Questi saranno tutti cacciati. Non contate sul loro fetore, Segers, per coprire il vostro»;».
Degrelle impostò la sua campagna sull'antiparlamentarismo e il rifiuto dei partiti tradizionali. Il movimento rexista basò la sua campagna sugli scandali politici-finanziari e sulla necessità di purificare l'atmosfera politica. «Evitando di proporre soluzioni per le necessità concrete più urgenti per il paese, Léon Degrelle e i suoi luogotenenti si appropriano di alcuni elementi del programma fascista e nazionalsocialista. Non dei veri programmi politici, dunque, ma una prodigiosa improvvisazione che di volta in volta si adatta in modo adeguato alle difficoltà incontrate, testimoniando così una notevole vitalità».
(Léon Degrelle, Le pays réel.)
«Le doti di tribuno di Léon Degrelle e il suo dinamismo giovanile, combinate alla denuncia di una classe dirigente impopolare contribuiscono ad unire un gran numero di scontenti in questo clima confuso del Belgio degli anni trenta.»

### La vittoria elettorale
Con 271.491 voti, alle elezioni del 24 maggio 1936 il partito rexista ottiene l'11,5% dei voti, 21 deputati e 12 senatori. «Che un movimento politico inesistente nel 1935 sia arrivato a rastrellare più dell'11% dei suffragi dopo una campagna elettorale di sei mesi, ecco chi stravolge i dati tradizionali e le abitudini elettorali dei belgi.» Rex ottenne più del 15% dei voti nelle province di Liegi, del Lussemburgo, di Namur e di Bruxelles, superando il 20% nel cantone elettorale d'Ixelles e a Saint-Josse-ten-Noode.
Come gli altri dirigenti dei partiti politici belgi, Degrelle fu ricevuto dal re Leopoldo III in un incontro riservato per quasi un'ora e mezza, il 28 maggio 1936. « [...] Un torrente di chiacchiere, una tromba d'aria di parole si abbatté su di lui. Il re scopre un fenomeno: un giovane trasbordante di vitalità e di vivacità, agitatore, fanfarone, millantatore» Al termine del colloquio, durante il quale Degrelle reclamò il ministero della Giustizia con estesi poteri, e che si risolve in nulla, il re dichiarò a uno dei suoi consiglieri che Degrelle si era rivelato come un individuo «sufficiente e insufficiente». Degrelle, che non si era candidato alle elezioni, restò il capo indiscusso del partito rexista, di cui egli nominava i principali dirigenti senza alcun procedimento democratico interno, poiché non intendeva in alcun modo spartire il suo potere.
(Léon Degrelle, discorso del 12 aprile 1937)
Degrelle non ebbe sempre un chiaro programma politico e le sue posizioni politiche variavano di volta in volta. Se dopo lo sciopero di 10.000 lavoratori del porto di Anversa egli pretendeva che questi fossero puniti dal borgomastro della città, che gli appariva «complice degli agitatori», nel Pays réel del 6 giugno 1936, dieci giorni dopo, egli portò il suo sostegno agli scioperanti: «contro l'ipercapitalismo inumano, contro i politici profittatori, per il pane e la dignità, lavoratori di ogni classe, uniamoci!»

### I rapporti con la Germania nazista e l'Italia fascista
Degrelle cercò appoggi anche all'estero presso la Germania nazista e l'Italia fascista. Non c'è alcun dubbio che Degrelle per raggiungere i suoi fini abbia accettato l'aiuto finanziario dell'Italia e della Germania. Dal 23 aprile al 3 maggio 1933, qualche mese prima della presa del potere di Adolf Hitler, Degrelle con due suoi collaboratori, Guido Eeckels e Jean Denis, si recò a Berlino e assistette alle celebrazioni del 1º maggio. I biglietti ferroviari e un visto gli furono gratuitamente forniti dall'ambasciata tedesca a Bruxelles.
Fino al 1936 sembra che Degrelle non abbia avuto altri rapporti con la Germania., il che appare però in contraddizione con articoli della stampa rexista del 1933 e 1934, fra cui il numero di Soirées del 20 luglio 1934 dedicato a «il terrore hitleriano, reportage allucinante». Forte della sua vittoria elettorale, Degrelle riuscì a farsi invitare dal governo italiano. Il 27 luglio 1936 incontrò a Roma Benito Mussolini e il suo ministro per gli affari esteri, Galeazzo Ciano, che gli concedette un sostanzioso aiuto finanziario. Il 26 settembre 1936 fu ricevuto a Berlino da Adolf Hitler e Joachim von Ribbentrop, ricavandone ancora una volta un aiuto finanziario. Degrelle ammirava senza discussioni Hitler e «l'anticomunismo, l'anticapitalismo, l'antiparlamentarismo, il corporativismo che sono punti in comune [tra il rexismo e il nazismo]».
Rex e Le Pays réel, d'altra parte, condannavano fortemente la politica religiosa della Germania nazista e il suo «spirito anticristiano». Degrelle denunciava anche il meccanismo della apparente unanimità popolare dei tedeschi verso il potere hitleriano ed era preoccupato per la politica di riarmo militare tedesca.

### L'accordo tra Rex e il VNV

Emblema del VNV (Vlaamsch Nationaal Verbond - Unione nazionale fiamminga)

Fra i delusi dal rexismo vi erano due noti militanti valloni: Paul Collet, membro dell'Assemblea vallona, che ruppe con Rex nel 1939, e Joseph Mignolet, scrittore in lingua vallona, che restò alla guida del Rex-Liegi sino al 1943 e che partecipò attivamente con la collaborazione intellettuale all'interno della Propaganda Abteilung.
Il 6 ottobre 1936 Degrelle firmò con Staf De Clercq un patto segreto, rivelato dal Le Soir due giorni più tardi. Le Pays réel annunciò che l'accordo era stato incoraggiato dal primo ministro Paul Van Zeeland e dal re Leopoldo III; a ciò seguì una smentita laconica e insultante della segreteria del sovrano: «C'è bisogno a malapena di dire che questo stupido pettegolezzo non merita alcuna conferma. Il fatto riportato è falso».
Per Els Witte e Jan Craeybeckx si trattava di un accordo puramente tattico tra un nazionalismo fiammingo e un nazionalismo belga, obbligato del resto dalla necessità di tener conto del dualismo ineliminabile del paese. Secondo questi autori, l'accordo «non fu gradito ai patrioti belgi (...) fra i quali Rex contava numerosi simpatizzanti...».
Per i due storici il successo di Rex «si basava in gran parte su un malinteso. Alla fine il numero di fascisti convinti non era prima del 1940 così importante come poteva lasciar supporre il numero di seggi che Rex aveva conquistato nel 1936. Numerosi voti rexisti provenivano da patrioti e antitedeschi della classe media, vittime della depressione economica, che si ritenevano vittime della classe politica. Questi elettori erano più ansiosi di ricevere stabilità piuttosto che agitazioni sociali. Non c'era possibilità con Rex, incarnazione della patria, d'instaurare una dittatura. Questi erano i limiti del fascismo, almeno del fascismo brussellese e vallone». Riguardo ai veri sentimenti di Degrelle, essi non furono mai quelli d'un militante vallone. «Nella speranza di convincere Hitler ad affidargli la guida del Belgio, Degrelle, che non era un federalista, si schierò durante la seconda guerra mondiale al fianco dei nazisti. Riuscì, non senza difficoltà, a farsi accettare.
Creò la Legione vallona e si recò anche lui al fronte orientale. Degrelle, una volta ammiratore del fascismo latino, si mise a proclamare che i Valloni e i Francesi del nord, sebbene romanizzati, erano in realtà anche loro dei tedeschi (...)  Il collaborazionismo belga e vallone aveva una caratteristica molto chiaramente fascista. Non poteva esserci evidentemente alcun elemento di risentimento nei confronti del Belgio. Il "movimento vallone" aveva piuttosto cercato ispirazione a sinistra. Così i collaborazionisti valloni non possono praticamente contare fino a quel momento sulla comprensione della loro comunità». L'accordo fra Rex e il VNV ebbe vita breve: venne sospeso dal VNV il 25 giugno 1937, poi del tutto annullato il 17 settembre.

### La caduta e l'estremismo
Dopo aver preparato una "marcia su Bruxelles" proibita dalle autorità, Degrelle annunciò la partecipazione di 250.000 rexisti alla commemorazione a Bruxelles, il 25 ottobre 1936, della battaglia dell'Yser. Quest'annuncio sconvolgente si tradusse in realtà nella presenza effettiva dai tre ai cinquemila rexisti, con Degrelle che finì la giornata al posto di polizia. «L'effetto prodotto da questa manifestazione fallita è certamente deplorevole. Indiscutibilmente essa costituisce uno dei grandi errori politici che hanno contribuito a far diminuire la considerazione del movimento nello spirito dei Belgi».
Di contro, nel gennaio 1937, Degrelle organizzò al palazzo dello sport di Bruxelles "la sei giorni di Rex"; nonostante che questi incontri fossero a pagamento, essi raccolsero ogni sera da dodici a quindicimila persone. Affascinato dalla conquista del potere da parte di Hitler, in prossimità delle elezioni successive costrinse alle dimissioni, nel marzo del 1937, il deputato rexista brussellese Alfred Olivier e tutti i deputati per arrivare forzatamente ad una elezione legislativa parzialmente anticipata «dando alla sua campagna elettorale un aspetto particolarmente spettacolare, cosa che nelle sue intenzioni dovrebbe obbligare in seguito il re a sciogliere la Camera».
La manovra di Degrelle fu subito sventata: per iniziativa dei socialisti, i tre componenti del governo di coalizione, che raggruppava socialisti, cattolici e liberali, decisero di presentare un candidato unico, il primo ministro Paul Van Zeeland, che ricevette anche l'appoggio dei comunisti. Relativamente breve, la campagna elettorale dei due campi opposti mobilitò considerevoli mezzi e allo slogan rexista «Van Zeeland = Kerenski» si contrappose quello di «Rex=Hitler». Durante la campagna Degrelle commise il grave errore di dichiarare che il silenzio del cardinale Van Roey, primate della Chiesa cattolica del Belgio, rifletteva la simpatia della Chiesa verso la causa rexista.
Il 9 aprile 1937 una dichiarazione episcopale condannò fortemente il voto rexista e scoraggiò l'astensionismo:
(Malines, 9 aprile 1937 Jozef-Ernest Van Roey, cardinale arcivescovo.)
L'11 aprile 1937 Degrelle venne sconfitto da Paul Van Zeeland: ottenne 69.000 voti, ossia il 19%, contro 276.000, ossia il 76%, del suo avversario. Oltre a questioni di analisi elettorale «è la mancanza di serietà del Rexismo che ha colpito di più l'elettore medio»; il che deriva dall'ambizione smisurata di Degrelle che non ha considerato la misura e i limiti del suo successo nel 1936 e che spera di passare nel corso di un anno dal 18 a più del 50% dei voti presi a Bruxelles.
Se questo netto calo di voti fu dovuto alla mobilitazione contro Degrelle di tutti i partiti democratici, l'insuccesso fu dovuto anche all'abbandono di numerosi membri del movimento, turbati dall'accordo con VNV e dall'estremismo di Rex, sempre più apertamente fascista. La sconfitta elettorale del 1937 e l'erosione del numero dei membri di Rex fecero perdere quasi del tutto ogni interesse ai tedeschi nei confronti di Degrelle.
(Manifesto del Rex Il capo.)

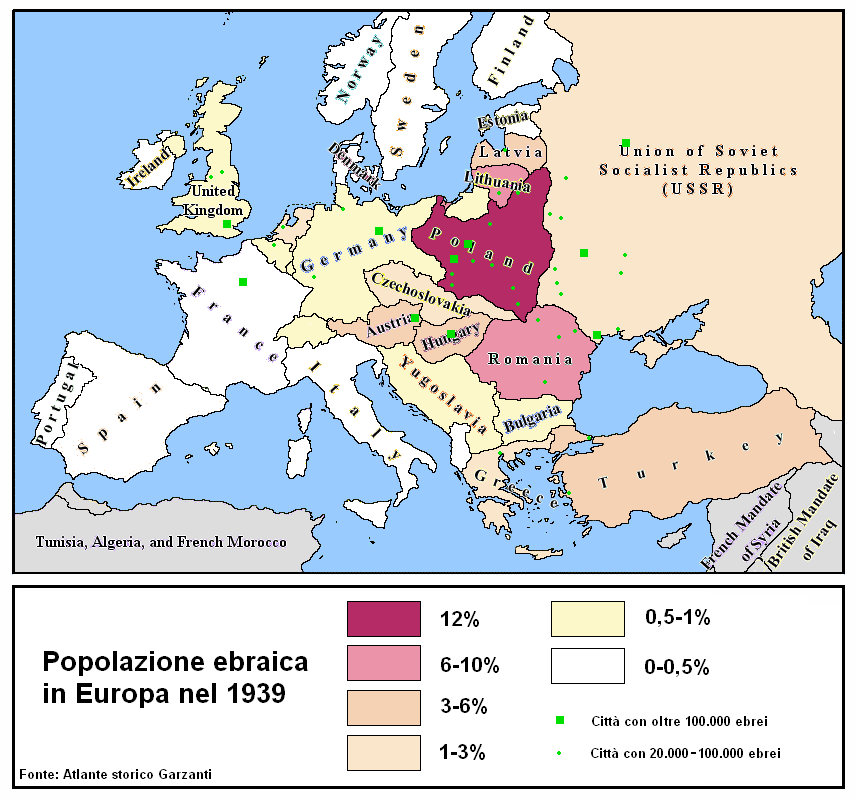
Diffusione della popolazione di religione ebraica nell'Europa del 1939

Questa radicalizzazione del rexismo si manifestò con l'apparizione di due temi ricorrenti e nuovi nella stampa rexista: l'antisemitismo e il razzismo per un verso, e un pacifismo che si connotava come neutralismo, diffuso negli ambienti politici belgi, per un altro.
Nel Rex e nel Pays réel si moltiplicarono gli attacchi contro gli ebrei e gli stranieri: a proposito degli ebrei, un articolo di Rex affermò che «essi hanno invaso il Belgio come conquistatori, gettandosi con avidità su una terra aperta al saccheggio» [e che i responsabili dell'antisemitismo] «sono gli stessi ebrei che per le loro estorsioni, la loro arroganza, il loro parassitismo sociale si sono resi odiosi in numerosi paesi che avevano permesso la loro presenza»»; scriveva Léon Degrelle che «il loro genio si appassiona particolarmente di tutto ciò che è malsano». Ad Anversa, il 26 settembre 1939, Degrelle affermò che «per la difesa del commercio gli ebrei devono essere ridimensionati o cacciati via»: per G.-F. di Muro, Léon Degrelle divenne, «col passare degli anni, attraverso l'organo ufficiale del movimento rexista, un campione dell'antisemitismo, il più meschino, il più nocivo, quello che dà delle apparenze razionali, vale a dire l'antisemitismo economico». Il Pays réel passò dall'antisemitismo alla xenofobia, titolando su due colonne: «Il Belgio ai belgi. Migliaia di belgi non hanno lavoro e l'Internazionale fa entrare in casa nostra stranieri pronti a tutti gli sporchi trucchi».

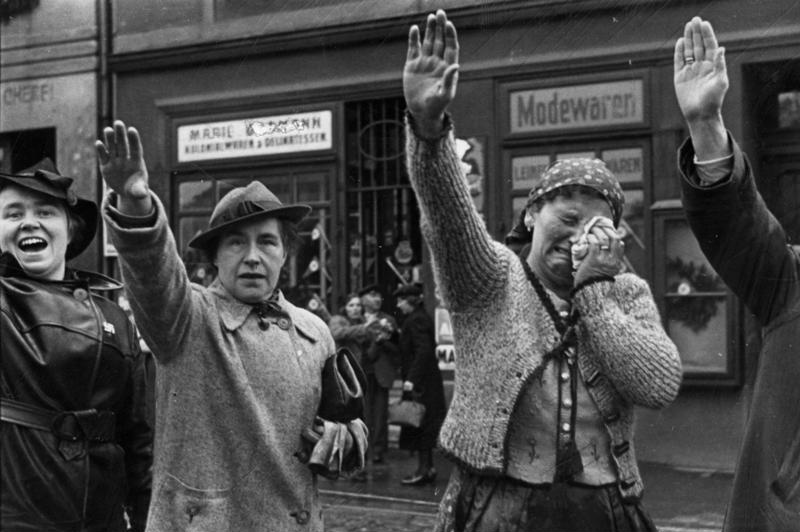
Abitanti della regione dei Sudeti salutano con il braccio alzato Hitler che attraversa la frontiera cecoslovacca nel 1938.

Di fronte all'espansione della Germania nazista, Degrelle manifestò la sua inquietudine per il mantenimento della neutralità e dell'indipendenza del Belgio: dopo l'occupazione tedesca della Cecoslovacchia, scrisse il 16 marzo 1939 sul Pays réel «[...] Dove si fermerà Hitler? - Bruxelles non è più lontana da Aquisgrana di quanto Praga non lo era da Dresda».
Questa inquietudine non gli impedì di considerare «la sconfitta ceca [come una] disfatta terribile dei rossi in Europa e che «malgrado tutto quello che si può pensare di Hitler, non si ha il diritto, a voler esser giusti, di dimenticare che se il comunismo è ora rifluito alla frontiera russa, è perché le camicie brune ve lo hanno cacciato e parcheggiato». Fervente sostenitore degli accordi di Monaco, Degrelle era persuaso che la stessa situazione si sarebbe riproposta per la Polonia e che questa non avrebbe fatto resistenza. Nelle elezioni legislative del 2 aprile 1939 Degrelle fu rieletto deputato, ma il suo partito si ritrovò ad avere appena 4 dei suoi 21 deputati e quattro dei suoi 12 senatori.
Contro i 271.491 voti, ossia l'11,5% dei voti presi nel 1936, Rex non ottenne che 103.821 voti, ossia il 4,43%. Di più, Rex ottenne risultati significativi solo nella provincia del Lussemburgo, a Bruxelles e nei circondari di Liegi, Verviers e Dinant; nel resto del paese il movimento venne del tutto marginalizzato. «Le elezioni del 1939 sono veramente il segno della fine del rexismo che non potrà facilmente sopravvivere alla sconfitta». È dopo questa disfatta elettorale che Degrelle tentò di sbarazzarsi della sua reputazione di filotedesco, il che non gli impedì di sollecitare nuovamente un aiuto finanziario alla Germania nazista nel gennaio del 1940, richiesta parzialmente accettata dall'ambasciatore tedesco a Bruxelles, ma che non si concretizzerà. Alla vigilia della seconda guerra mondiale «i suoi eccessi di linguaggio, le sue incongruenze, le sue menzogne ripetute l'avevano già marginalizzato».

## La guerra e la collaborazione con i tedeschi

### Dalla «finta guerra» alla partenza per il fronte orientale

#### La difesa della neutralità del Belgio
Durante la "finta guerra" Degrelle approvò la politica di neutralità di Leopoldo III, condividendo l'opinione della maggioranza dei politici belgi. «Dietro le professioni di sostegno al re e al governo» [...] «Degrelle attribuisce la responsabilità della guerra quasi per intero alla Francia e alla Gran Bretagna, e in particolare alle forze nascoste della massoneria e della finanza ebraica». Se egli condannò l'attacco della Finlandia da parte dell'Unione sovietica, applaudì all'invasione della Norvegia che era, secondo lui, il giusto castigo per gli Alleati che avevano vergognosamente provocato Hitler. Questa dichiarazione costringerà alle dimissioni due deputati rexisti. Contrariamente a certe accuse, i rexisti non costituirono una quinta colonna e i loro intrighi spionistici sono frutto di fantasie.
Dopo la guerra Degrelle affermerà che «Rex non fu durante la "finta guerra" l'oggetto di una qualche minima mediazione, per quanto discreta fosse, che provenisse da un tedesco o da un qualunque emissario dei tedeschi», il che è paradossalmente vero, poiché fu lo stesso Degrelle che si mise in contatto con i tedeschi nel gennaio del 1940 al fine di ottenere finanziamenti per la creazione di un nuovo giornale, Le journal de Bruxelles. Il movimento rexista sopravviveva con difficoltà durante questo periodo, poiché una buona parte dei suoi dirigenti erano stati mobilitati, ad eccezione di Degrelle, che aveva chiesto di essere arruolato in aviazione, per la quale non aveva nessuna qualifica particolare: questa sua richiesta fu rifiutata dal Ministero della difesa nazionale.

#### Prigionia e ritorno in Belgio

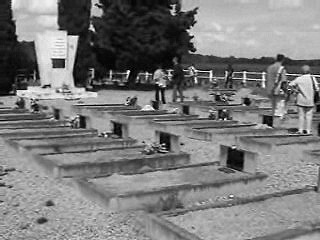
Il cimitero e il monumento del campo d'internamento di Le Vernet

Il 10 maggio 1940 il ministro della giustizia Paul-Émile Janson ordinò, sulla base della legge del 22 marzo 1940 relativa alla difesa delle istituzioni nazionali, l'arresto di cinque o seimila persone sospettate di formare una quinta colonna, fra le quali figuravano rifugiati ebrei e tedeschi, troskisti, anarchici, nazionalisti fiamminghi, comunisti sostenitori del patto tedesco con l'URSS e una minoranza di rexisti, tra cui Léon Degrelle.
I prigionieri furono trasferiti in campi dell'ovest del Belgio, poi in Francia. Nella confusione generale e nel panico suscitato dalle vittorie tedesche, i prigionieri belgi furono considerati dai loro guardiani francesi come agenti del nemico e, il 20 maggio 1940 ad Abbeville, nel nord della Francia, ventuno tra di loro, tra cui Joris Van Severen [...] assieme a un vecchio militante rexista, furono fucilati da soldati francesi. Degrelle, che molti pensavano fosse nel numero delle vittime, fu separato dagli altri prigionieri e incarcerato e interrogato, a forza di percosse e con finte fucilazioni, a Dunkerque. Finalmente ritrovato nel campo di Vernet, venne liberato il 24 luglio.
Dopo un breve periodo a Parigi, dove egli cercò l'aiuto delle autorità tedesche attraverso Otto Abetz, Degrelle raggiunse Bruxelles il 30 luglio e mise fine alle esitazioni che agitavano i dirigenti del movimento, impegnandosi risolutamente nella collaborazione con il Terzo Reich: «Sembra poco probabile che senza il capofila, Rex abbia potuto spingersi così lontano e così spettacolarmente nel fango del collaborazionismo.»

### I primi tentativi di collaborazione
Nel corso del mese di agosto del 1940, Degrelle cercò invano l'appoggio del re Leopoldo III, conferendo con il suo segretario, il conte Capelle, il 21 agosto 1940, e il sostegno del cardinale Van Roey, ma non riuscì a inserirsi nel nuovo assetto politico belga. «Il capo di Rex è diventato un personaggio isolato, ignorato dai diplomatici tedeschi, specie dai conservatori e dagli ufficiali della Wehrmacht, così come dalla classe politica e dalla società belga». Questo «insuccesso è anche la conseguenza della sua mancanza personale di credibilità tale che un consigliere del re lo ritiene un pallone gonfiato di vanità di cui le pretese sono inversamente proporzionali alle sue capacità».

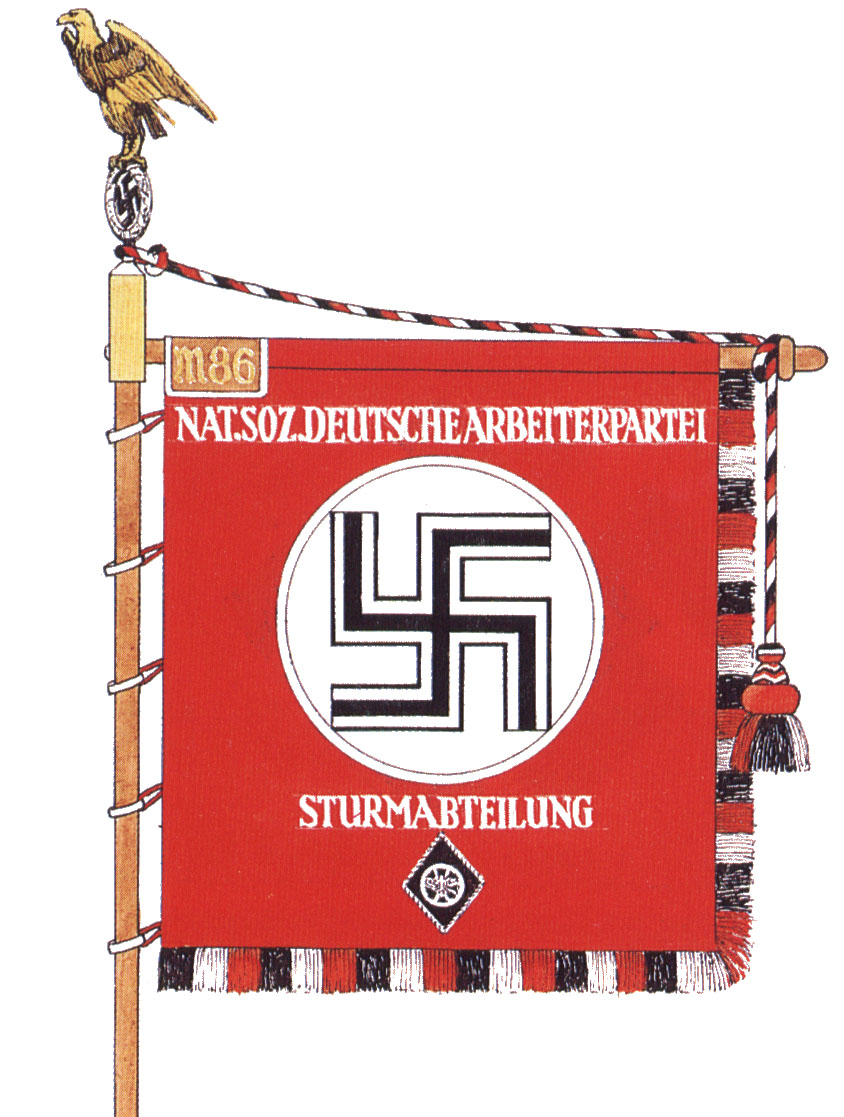
Motorstandarte 86 (NSKK)

Degrelle s'apprestò allora a rilanciare Le pays réel e il rexismo, dotandolo di un'organizzazione paramilitare, le «Formations de combat» (Gruppi di combattimento), create il 9 luglio 1940, che raggrupparono all'incirca 4.000 uomini alla fine dello stesso anno. Malgrado i suoi sforzi, né Rex né Le pays réel riuscirono a trovare un'ampia eco. Dagli occupanti tedeschi, Degrelle era considerato come «insignificante». «Ignorato - per ordine di Goebbels - dalla stampa nazista, egli è evitato dai rari funzionari tedeschi con i quali riesce a entrare in contatto». Alexander von Falkenhausen, governatore militare del Belgio occupato e responsabile della Militärverwaltung, rifiutò ogni incontro con Degrelle.
Per Eggert Reeder, aiutante del governatore, la strategia di Degrelle rivelava una «improvvisazione costante e niente affatto felice» (ein fortgesetzes, nicht immer glückliches Improvisieren) ; «le sue dichiarazioni in favore dei tedeschi impulsive e le sue promesse imprudenti di prendere presto il potere, hanno aggravato i problemi creati dalla scelta infelice dei suoi consiglieri e dal trattamento maldestro delle rivalità personali.» Malgrado il Heil Hitler alla fine dell'editoriale del Pays réel del 1º gennaio 1941, il solo risultato concreto della volontà di collaborare con le autorità tedesche consistette nell'arruolamento di 300 volontari per il Nationalsozialistisches Kraftfahrkorps (NSKK), anche se Degrelle si era impegnato a trovarne 1.000 che si offrissero come autisti. Questa presa di posizione causò inoltre numerose defezioni e «i simpatizzanti della prima ora, sostenitori della politica moderata del 1940, lasciano il posto a degli impazienti che hanno fretta di lanciarsi in un collaborazionismo esaltato».
Alla fine di maggio del 1941, Rex sopravviveva come un piccolo gruppo marginalizzato in Belgio e ignorato dalle autorità di occupazione: «In Belgio ci sarebbe forse da fare il bilancio di ciò che è accaduto dopo un anno. Ma non è accaduto niente. [...] Si ammazza il tempo aspettando che venga infine il momento dell'azione».

### La collaborazione

#### La Legione vallone

##### Nella Wehrmacht
L'occasione per i rexisti di concretizzare la volontà di collaborare avvenne nell'estate del 1941, il 22 giugno, quando Hitler decise l'attacco all'Unione Sovietica con l'Operazione Barbarossa. Degrelle cercò l'appoggio di Otto Abetz a Parigi, del quale la più vicina collaboratrice era, secondo Joachim Joesten, una delle sue cugine, sedicente figlia di un generale, falsa contessa belga, membro del partito rexista, chiamata "Slissy", che aveva sposato Herbert Lucht, appartenente alla Propaganda-Abteilung a Parigi diretta da Werner Naumann.
Intanto il luogotenente di Léon Degrelle, Fernand Rouleau, entrò in contatto con la Militärverwaltung (Amministrazione militare), proponendo di costituire un'unità di volontari per combattere sul fronte orientale. Tornato a Bruxelles, Degrelle fece sua l'idea e all'inizio di luglio Degrelle e Rouleau ottennero l'assenso delle autorità tedesche, che arrivò nel corso di una riunione delle "Formations de combat" il 6 luglio 1941. La prima campagna di reclutamento nel mese di luglio fu un fiasco completo: appena 200 volontari; Degrelle cercò il sostegno del re e, malgrado l'assenza di reazioni da parte del monarca, avvicinati nel corso di una riunione tra l'inviato di Degrelle, Pierre Daye, e il conte Capelle, Degrelle e Rouleau affermarono che il sovrano aveva approvato la creazione della Legione vallona.

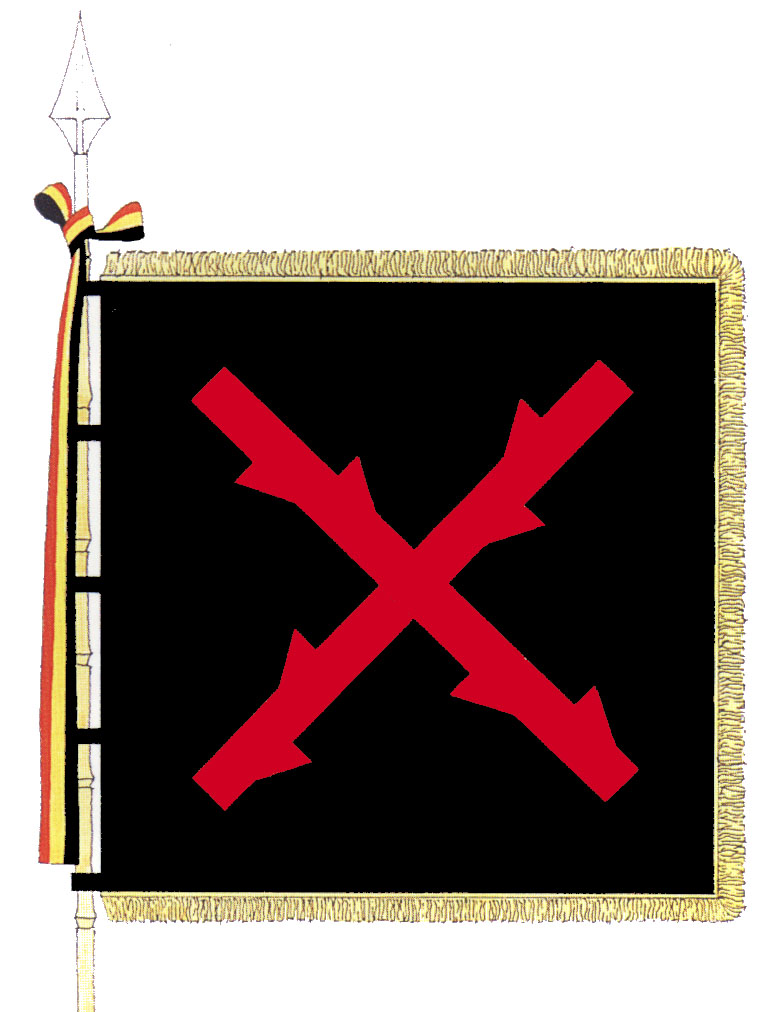
Bandiera con Croce di Borgogna della 28. SS-Freiwilligen-Grenadier-Division der SS "Wallonien"

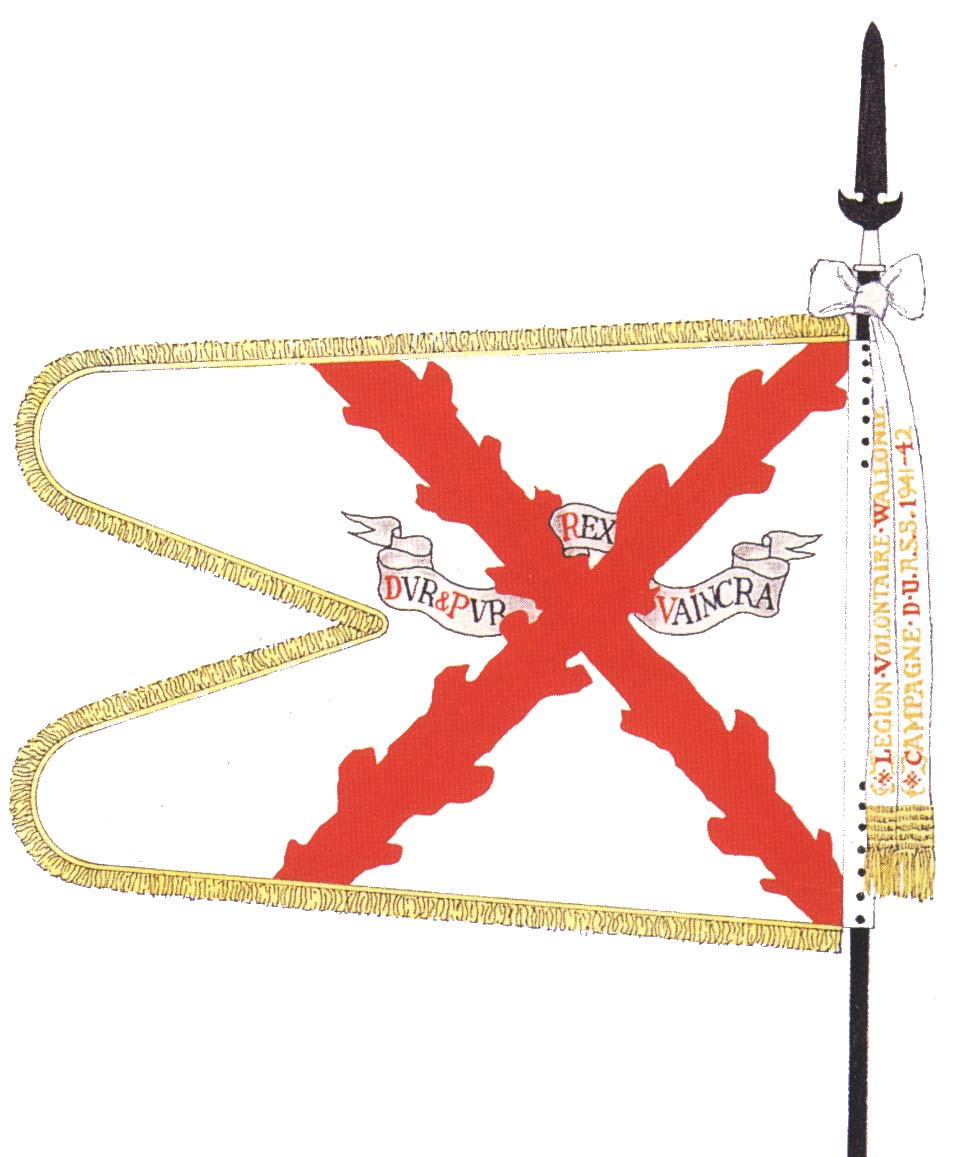
Stendardo del Comando della Legione vallona con Croce di Borgogna e il motto: "Duro e puro Rex vincerà"

All'inizio Degrelle non sembrava avere l'intenzione di recarsi al fronte, come testimonia un suo discorso del 6 luglio 1941: «Vorrei essere libero e avere 20-25 anni come voialtri. Mai un tale avvenire è stato donato alla gioventù...Io non ho che un timore ed è che arriviate troppo tardi...Se io fossi al vostro posto questo sarebbe nel mio animo una lacerazione terribile: il non esserci».
Ma nel corso di un raduno a Liegi, il 22 luglio 1941 Degrelle annunciò che egli si arruolava nella Legione come soldato semplice. Alla fine furono 850 i volontari, dei quali 730 rexisti, che lasciarono Bruxelles per un campo di addestramento a Meseritz, in Germania, l'8 agosto 1941, sotto la guida di Fernand Rouleau, mentre il comandante titolare della legione fu un ufficiale belga, il maggiore Jacobs.
Degrelle aveva assicurato i volontari che essi avrebbero indossato un'uniforme militare belga, sarebbero stati messi sotto un comando integralmente belga e avrebbero avuto la garanzia di essere impiegati nella seconda linea del fronte. Promesse che furono presto dimenticate nei fatti. Diversamente dai volontari fiamminghi della Vlaams Legioen, embrione della futura 27ª Divisione SS dei granatieri volontari Langemarck, che furono incorporati nelle SS, i componenti della Legione vallona dipendettero dalla Wehrmatcht.
Il conflitto latente fra Degrelle e Rouleau esplose ben presto: il primo non sopportava gli eccellenti rapporti che Rouleau aveva con gli ufficiali tedeschi e i suoi viaggi a Berlino: alla fine di agosto del 1941, in circostanze poco chiare, Rouleau lasciò la Legione vallona e Rex e il maggiore Jacobs, in contrasto con Degrelle, venne sostituito dal capitano Pauly. Fin dal novembre 1941, malgrado la mancanza di preparazione dell'unità, Degrelle insistette, presso il comandante delle forze italiane del settore, il generale Luigi di Michele, affinché la legione fosse il più presto possibile inviata al fronte. Il nuovo comando della legione di Pauly, che «dà prova di un vero e proprio squilibrio mentale» e che «fa massacrare i suoi uomini a scapito del buon senso», fece nascere un nuovo conflitto con Degrelle, che portò alla sostituzione di Pauly con il capitano Georges Tchekhoff, russo esiliato e vecchio ufficiale della Armata bianca. Tchekhoff fu assistito dal primo tenente Lucien Lippert e da Léon Degrelle che, nonostante il suo grado di Oberfeldwebel (sergente maggiore), si fece trasferire allo Stato maggiore.
Nel febbraio 1942 Degrelle, sempre al fronte, ordinò il lancio di una nuova campagna di arruolamento organizzata da Rex; si recò quindi a Berlino per esaminare la possibilità di reclutare nella legione prigionieri di guerra belgi, dei quali solo 140 si arruoleranno nella legione.. Il 10 marzo 1942 450 volontari vennero radunati nella Grand-Place di Bruxelles. Fra questi, membri delle Guardie valloni e 150 adolescenti della "Gioventù rexista", dei quali alcuni di 15-16 anni, sotto il comando di John Hagemans, prevosto della Gioventù rexista e vecchio membro del Verdinaso. Degrelle insistette affinché questi giovani volontari venissero inviati al fronte, mentre il reclutamento era stato presentato come «un giro di propaganda» che doveva terminare con la fine delle vacanze scolastiche.
Degrelle diede prova al fronte di vero coraggio e fu decorato con la Croce di ferro e nominato Feldwebel (aiutante) nel marzo 1942, dopo che la Legione aveva perso il 63% dei suoi effettivi resistendo ad un'offensiva russa. Nel giugno 1942 vi fu un nuovo cambiamento alla testa della Legione, della quale Lucien Lippert, con il quale Degrelle intratteneva ottimi rapporti, divenne il comandante. Durante il 1942 la Legione non conobbe un attimo di sosta sul sanguinoso fronte orientale, dove venne impegnata frequentemente nella prima linea delle offensive tedesche; in ottobre, malgrado i rinforzi arrivati dal Belgio, essa non contava che 200 uomini in grado di combattere. «In dieci mesi, Degrelle si era confrontato con una serie di problemi personali, politici e militari. Usando una pazienza che non rientrava nelle sue abitudini, ma dettata dagli imperativi del momento, ogni volta era riuscito a raddrizzare la situazione al suo vantaggio personale».

#### La Brigata Vallone

##### Nelle Waffen-SS

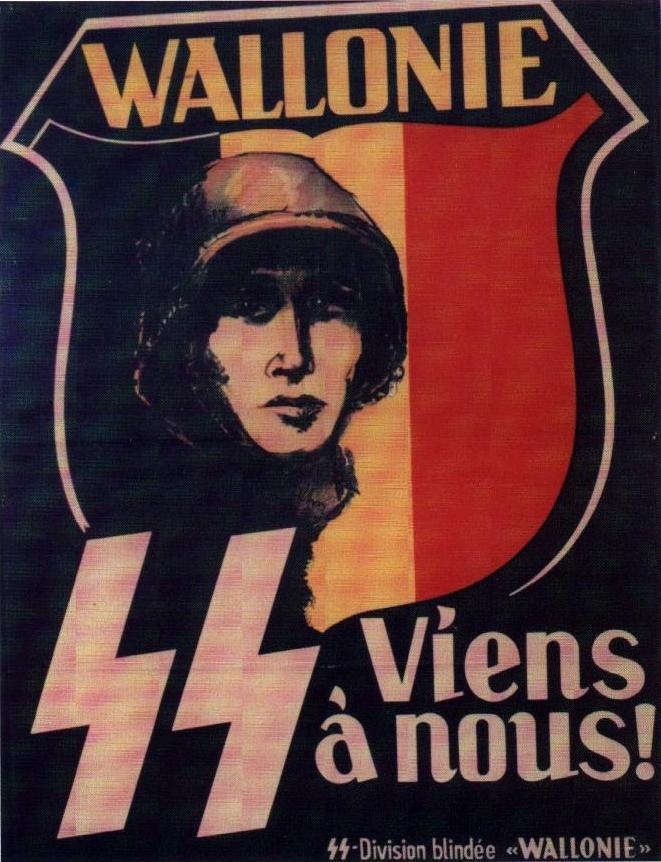
Manifesto per l'arruolamento nella 28ª Divisione SS Wallonie

Il 17 settembre 1942 Degrelle prese contatto con il SS-Obergruppenführer Felix Steiner, comandante della "5ª Panzerdivision SS Wiking", per preparare l'inserimento della Legione vallona nelle SS. Al fine di agevolare questa integrazione, ordinò al suo sostituto a capo di Rex in Belgio, Victor Matthys, di proclamare la germanicità dei valloni, il che accadrà in un discorso del 25 ottobre 1942.
Con l'aiuto di Steiner, egli si recò quindi a Berlino per ottenere l'assenso dei responsabili tedeschi. Il 19 dicembre 1942, incontrò molti membri dell'entourage di Heinrich Himmler, fra i quali Gottlob Berger; consapevole della influenza crescente delle SS all'interno del regime nazista «ha sentito il profumo invitante del potere.» Nella notte tra il 23 e il 24 maggio 1943 Degrelle incontrò per la prima volta Himmler, che fece delle piccole concessioni, come il mantenimento degli ufficiali e del cappellano cattolico belga e del francese come lingua per gli ordini, mentre fu Degrelle che fece le concessioni maggiori, accettando che l'unico fine di tutta l'attività politica in Vallonia fosse la preparazione del ritorno del popolo vallonico nel Reich, abbandonando così di fatto il suo progetto di restaurare un impero borgognone, come proclamato in un discorso del 4 aprile 1943.

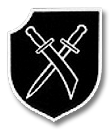
Insegna della 28ª Divisione SS Wallonie

Il 1º giugno 1943 la Legione vallona divenne Sturmbrigade delle Waffen-SS, con la denominazione di SS-Freiwillingen-Brigade wallonien. Nel corso del novembre 1943 Degrelle entrò in contrasto con l'ufficiale di collegamento la SS-Obersturmbannführer Albert Wegener e con il successore di Félix Steiner, il SS-Gruppenführer Herbert Otto Gille: secondo questi due ufficiali appare chiaro «che il livello di preparazione nell'unità non autorizzi ancora un uso di tipo offensivo». Degrelle al contrario voleva impegnare l'unità in azioni di attacco e non limitarla ad un uso difensivo che la tenesse in ombra. Nel gennaio 1944, nella battaglia di Čerkasy, Degrelle insistette con il generale Gille per partecipare ad un'offensiva nella foresta di Teklino; Degrelle non aveva tenuto assolutamente in conto la reticenza di Lippert, che meglio di chiunque altro sapeva che la brigata non aveva abbastanza esperienza per affrontare l'Armata rossa trincerata nella foresta. Teklino era una specie di o la va o la spacca.
Il rifiuto avrebbe significato vedere la brigata assorbita completamente nella divisione Viking con a capo ufficiali tedeschi. La decisione di Degrelle era un atto politico nel quale Lippert non intervenne. I combattimenti furono particolarmente feroci dal 18 al 20 gennaio 1944 e Lippert trovò la morte al fronte il 13 febbraio 1944. Durante la battaglia di Čerkasy, Degrelle non esercitò un comando militare specifico e fu assegnato come ufficiale alla 3ª Compagnia, senza una responsabilità particolare. Cionondimeno fu promosso SS-Hauptsturmführer il 20 febbraio 1944. In una conta degli effettivi il 20 febbraio 1944, su 1.700 membri della brigata che avevano preso parte alla battaglia, solo 632 erano ancora in condizioni di combattere.
All'inizio del 1944 Degrelle mise a punto l'operazione Rabat, che prevedeva di rapire papa Pio XII per deportarlo in Germania (in Slesia) o in Liechtenstein) e costringerlo a firmare un'enciclica che condannasse il giudaismo e allo stesso tempo approvasse il nazionalsocialismo.
Dopo un interim esercitato dal maggiore Hellebaut, Degrelle fu nominato Kommandeur der SS Freiwillige Grenadier Brigade Wallonien e promosso SS-Hauptsturmführer il 31 gennaio 1944. Inviato per aereo a Berlino e celebrato dalla propaganda nazista, Degrelle il 20 febbraio 1944 venne ricevuto da Adolf Hitler, che lo decorò della Ritterkreuz (croce di cavaliere della Croce di ferro), una delle più alte onorificenze tedesche, nel corso «di un incontro durato un'ora durante il quale nessun argomento notevole viene affrontato».
Fu questo il secondo incontro fra i due personaggi, dopo quello del 26 settembre 1936. «L'incontro tra i due, a differenza di quanto racconta Degrelle sulle molteplici conversazioni con Hitler, è nebbia artistica, vuoto integrale. In ogni caso mancano le prove. Quando si conosce la pignoleria burocratica del Reich, in particolare ai più alti livelli, quando si sa che ogni ricevimento del Führer con chiunque era oggetto di un rendiconto dettagliato, quando si sa infine che non esiste alcuna relazione di una visita di Degrelle a Hitler a parte le due citate, si è in diritto di domandarsi se egli non ne abbia avuta realmente una sola fra quelle due, se non si tratti di una grande mitomania, un irrefrenabile bisogno di scambiare i suoi desideri per realtà. Aggiungiamoci questa verità: Degrelle non ha mai saputo parlare il tedesco».

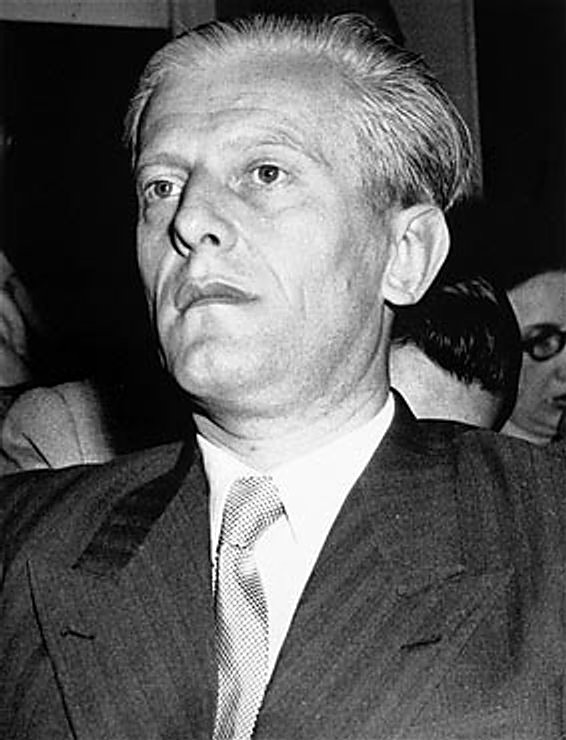
Otto Abetz

Dopo il suo soggiorno a Berlino, Degrelle ritornò in Belgio. Il 27 febbraio 1944 prese la parola nel corso di una riunione organizzata in tutta fretta al Palazzo dello sport di Bruxelles: la grande sala era piena e «nel mezzo di acclamazioni sincere ma composte, Degrelle pronuncia, con il suo fervore abituale, un discorso che non contiene altro che espressioni della sua fedeltà eterna alla causa nazista».
Dopo alcuni raduni a Charleroi, a Liegi e a Parigi, ai quali parteciparono anche Fernand de Brinon, Jacques Doriot, Marcel Déat, Joseph Darnand e Otto Abetz, vi fu la consacrazione finale: il 1º aprile 1944 i legionari sopravvissuti alla battaglia di Čerkasy, in tenuta da combattimento, si riunirono sulla Grand-Place di Charleroi e alcuni di loro vennero decorati da Sepp Dietrich, comandante della "1ª SS Panzer Korps". 

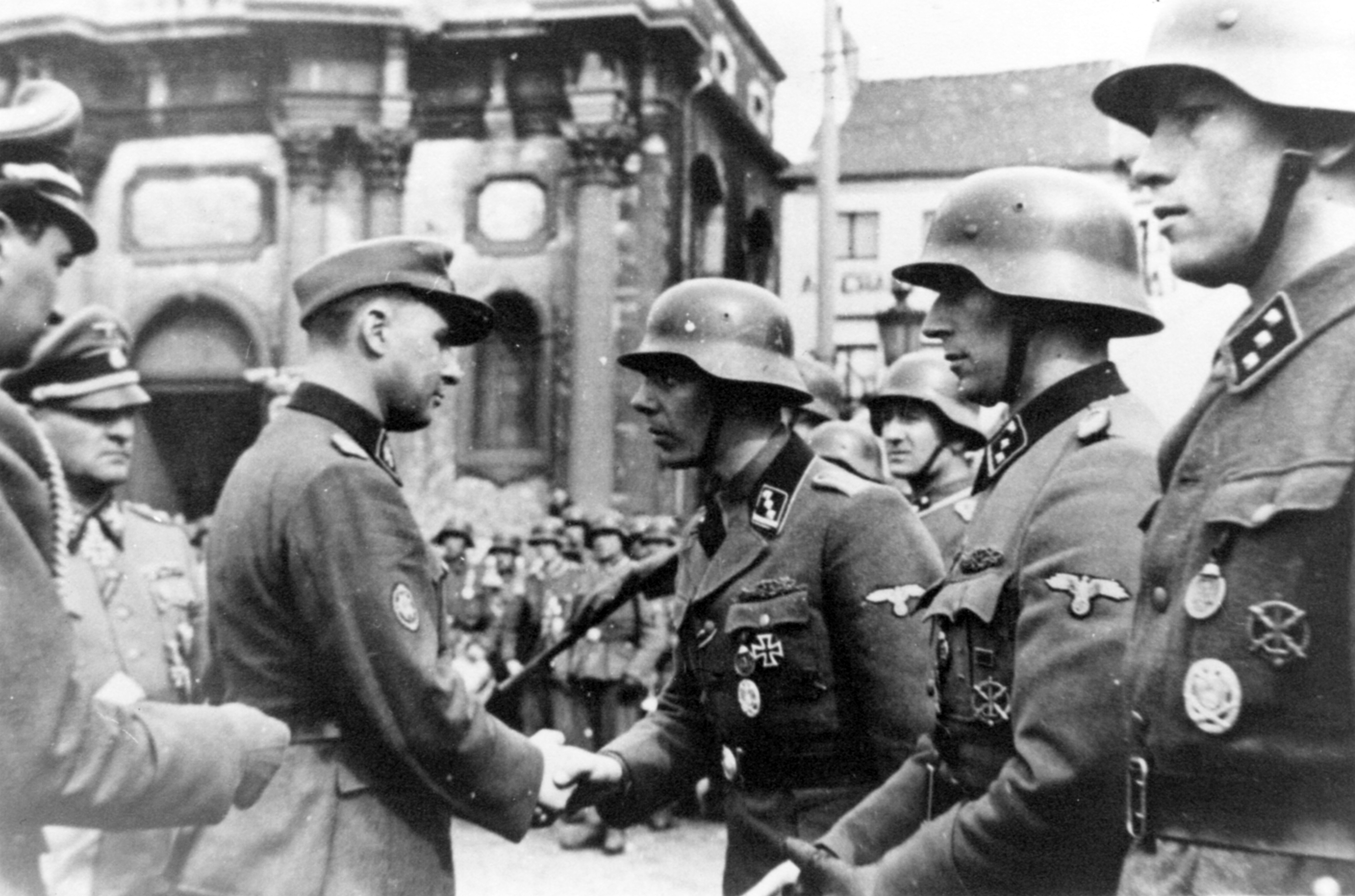
Degrelle a Charleroi il 1º aprile 1944 decora alcuni legionari

Dopo, a bordo di veicoli prestati dalla 12ª Panzerdivision «Hitlerjugend», sfilarono in parata a Bruxelles: «trionfante, accompagnato dai suoi piccoli figli, Degrelle sfodera un largo sorriso, collocato in alto su un blindato, alla testa dei suoi uomini». Questa sfilata di collaborazionisti in tenuta di guerra nella patria d'origine è un avvenimento unico nell'Europa occupata. Durante il suo ultimo incontro con Hitler il 25 agosto 1944 Degrelle ricevette la croce di ferro con foglie di quercia. Alla fine della guerra egli dirà che Hitler gli avrebbe detto: «Se io avessi un figlio, mi sarebbe piaciuto che fosse come voi». Questa affermazione è contestata da Jean-Marie Frérotte, che sottolinea che Degrelle «non ha mai riferito di questa riflessione quando Hitler era in vita come se avesse timore di una severa smentita» e secondo quanto Degrelle avrebbe dichiarato al termine del colloquio: Ho «visto nei suoi occhi che egli mi guardava come se fossi suo figlio.»
Secondo Alain Colignon, nella metà del 1944, Degrelle «per i suoi protettori nazisti, rappresentava uno strumento di propaganda, adatto a svolgere il ruolo di agente reclutatore per il fronte orientale e a fornire il collaborazionismo francofono di un aspetto attraente. I consiglieri del Führer pensavano di utilizzarlo, sotto controllo, alla testa di un Reichsgau vallone, nella prospettiva di un'annessione imminente.» In un incontro tra Hitler e Himmler il 12 luglio 1944, nel corso del quale si trattò di un rimpiazzo della Militärverwaltung con un'amministrazione civile, il capo delle SS non propose nessun ruolo per Degrelle e parlò in termini poco elogiativi della sua mancanza di serietà politica in rapporto ai collaboratori fiamminghi. Per i dirigenti delle SS, Degrelle mancava di credibilità come futuro dirigente politico di una certa importanza.
Promosso SS-Sturmbannführer nell'aprile 1944, Degrelle era alla testa di una brigata di 4.150 uomini, lontani dagli 8.000 necessari per formare una divisione: «Tecnicamente questa divisione era impossibile da mettersi in piedi. Degrelle, bisogna ricordarlo, se ne curava poco, il riconoscimento sulla carta e il titolo di comandante gli bastavano.» La campagna di reclutamento nel corso dell'estate del 1944 presso i lavoratori belgi in Germania incontrò un magro successo. Durante la battaglia delle Ardenne, Degrelle, che sperava di partecipare alla "liberazione" del Belgio, venne messo da parte nelle retrovie del fronte con un piccolo distaccamento motorizzato e non partecipò affatto ai combattimenti. Nominato Volksführer der Wallonen da Hitler il 23 novembre 1944, egli ricevette il 1º gennaio 1945, insieme al grado di SS-Obersturmbannführer, «i pieni poteri per gli affari civili, politici e militari per i valloni residenti nei territori occupati dalle truppe tedesche» e decretò subito la mobilitazione delle classi 1924 e 1925 per tutti i cittadini belgi che si trovassero sul territorio del Terzo Reich.
La 28ª divisione SS-Wallonie partecipò alla sua ultima campagna in Pomerania nel febbraio 1945 con un solo reggimento operativo, del quale «gli uomini si batterono con un eroismo e un coraggio innegabili di fronte a una supremazia schiacciante in materiali e in effettivi». Il 20 aprile 1945 fu promosso Standartenführer delle Waffen SS. L'ultima unità costituita, che non contava più di duecento uomini, si arrese agli americani a Schwerin il 3 maggio 1945. Degrelle dichiarò di avere incontrato Himmler per caso il 2 maggio 1945 e che in questa occasione era stato nominato verbalmente con il grado di SS-Brigadeführer. «Limitate nel tempo e nello spazio, l'azione e l'esistenza della legione vallona non aveva altra ragion d'essere che quella di servire ai disegni politici di Léon Degrelle in Belgio».

#### La collaborazione rexista in Belgio
A partire dal suo impegno nella Legione vallona, Degrelle si disinteressò sempre più delle attività del rexismo in Belgio. Il 7 agosto 1941 designò Victor Matthys a dirigere Rex in sua assenza, con José Streel come consigliere politico. Durante l'autunno del 1941, la militarizzazione di Rex si accentuò con la creazione delle Guardie vallone, integrate nella Wehrmacht, con l'incarico di sorvegliare siti strategici nella zona di giurisdizione della Militärverwaltung. Degrelle ritornò in tempi diversi in Belgio. Il suo discorso del 17 gennaio 1943 al Palazzo dello sport di Bruxelles rappresentò, secondo Martin Conway, il punto culminante della collaborazione con i tedeschi: contrassegnato da «un affresco esaltante della supposta eredità della Vallonia», evasivo sui futuri rapporti fra questa e la Germania, questo discorso tolse ogni limite alla collaborazione; per Degrelle «la politica nazista sarà, per definizione, quella stessa della Vallonia e il popolo vallone avrà il dovere di una fedeltà senza condizioni ai capi del Terzo Reich;» Questa adesione incondizionata al nazismo causò l'allontanamento di numerosi militanti rexisti.
«Il discorso del 17 gennaio 1943 è sinonimo di rottura per Rex, che cessa di essere un movimento autenticamente belga per diventare un'escrescenza del nazionalsocialismo tedesco. [...] Benché egli continui a essere il leader indiscusso, Degrelle non s'interessa più molto degli sviluppi dell'organizzazione rexista in Belgio. [...] Léon Degrelle diventa così un avventuriero solitario alla ricerca di briciole di prestigio e di potere in un Reich sempre più in decadenza». Il 25 luglio 1943 Degrelle provocò un grave incidente durante la messa della domenica nella chiesa Saint-Charles di Bouillon, quando la comunione gli venne negata perché indossava la divisa tedesca. Degrelle e qualche rexista sequestrarono il decano, l'abate Michel Poncelet, per molte ore nella cantina della casa di famiglia dell'ecclesiastico, che alla fine venne liberato dai tedeschi. Questo comportamento gli causò la scomunica, che gli verrà tolta durante il suo impegno al fronte nel novembre del 1943.

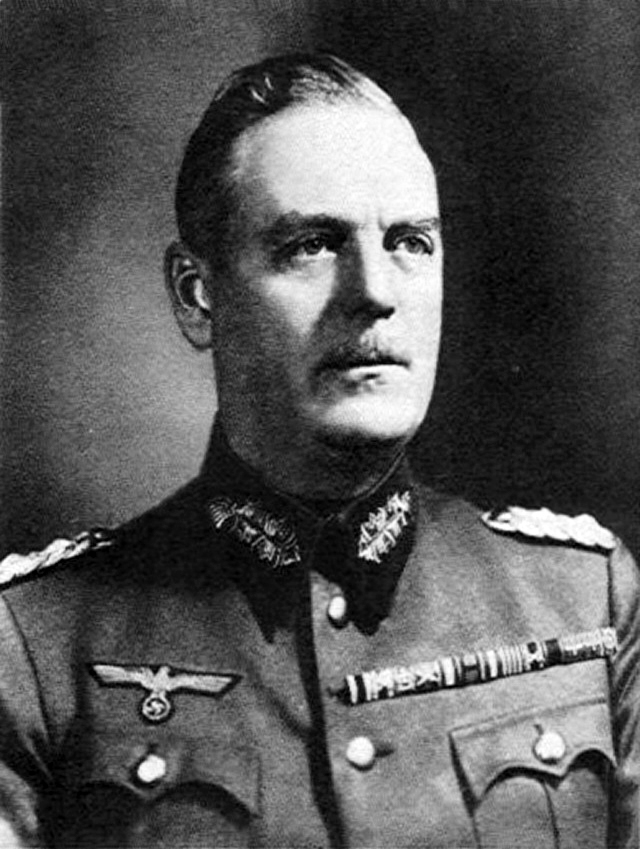
Wilhelm Keitel

Per tutto l'anno 1943 Degrelle si tenne lontano dalle attività del movimento, ma presenziò a molti raduni rexisti nel corso dei quali «i suoi discorsi non sono che dei semplici appelli all'ottimismo resi attraenti dalla messa in guardia dalle conseguenze di una vittoria comunista o alleata». Questo non impedì di ambire a dare a Rex e a lui stesso un ruolo preponderante in Belgio: alla fine del 1943 egli scrisse a Hitler per denunciare la politica antinazista del responsabile della Militärverwaltung, Reeder, e per proporre al Führer di mettere il Belgio sotto l'amministrazione civile e di nominare un Höherer SS- und Polizeiführer. Se niente attesta che Hitler abbia ricevuto la lettera, Reeder ne ricevette una copia e questo gli fornì l'occasione una volta di più di marcare la sua diffidenza nei confronti di Degrelle, che poco tempo prima gli aveva inviato una lettera di elogi e un gran mazzo di fiori: in un carteggio con Wilhelm Keitel, Reeder denunciò l'incostanza intellettuale e la fantasia (geistigen Beweglichkeit und Phantasie) di Degrelle. La proposta di Degrelle non andò a buon fine e il 2 novembre 1943 lasciò di nuovo il Belgio per il campo d'addestramento della Legione, poi per il fronte orientale.
Nella primavera del 1944 Degrelle tentò di rilanciare un movimento rexista in Fiandra. Reeder proibì immediatamente i raggruppamenti rexisti in Fiandra e indirizzò ai suoi superiori a Berlino un severo rapporto.
(Rapporto di Eggert Reeder, capo della Militärverwaltung)
Per agevolare il reclutamento di soldati per la 28ª Divisione SS Wallonia fra i lavoratori belgi in Germania, Degrelle ordinò, nell'estate del 1944, a Victor Matthys di preparare una lista di 40.000 nomi da trasmettere alle autorità tedesche per facilitare la deportazione di operai nel Reich. Soltanto dai sei ai settemila individui furono messi in elenco e le liste non vennero trasmesse ai tedeschi poiché gli alleati stavano avanzando.. L'8 luglio 1944, Édouard Degrelle, fratello di Léon, farmacista a Bouillon fu ucciso dai partigiani, sebbene questi non esercitasse che un ruolo del tutto secondario nel movimento rexista. Come rappresaglia, l'indomani tre rexisti uccisero un farmacista buglionese e vennero per breve tempo arrestati dalla polizia tedesca. Tornato in Belgio all'annuncio della morte di suo fratello, Léon Degrelle pretese da Himmler l'esecuzione immediata di 100 ostaggi e indicò personalmente tre ostaggi supplementari oltre le persone già arrestate. I tre ostaggi indicati da Degrelle vennero fucilati dalla polizia tedesca il 21 luglio.
Se Degrelle informò Himmler «che è suo dovere rimanere presso i suoi uomini in Belgio», ciò non gli impedì di recarsi a Parigi e poi di lasciare Bruxelles per raggiungere il fronte in Estonia. Il 13 agosto scrisse a Matthys e lo rassicurò «che un ribaltamento della situazione è possibile.» Rifugiatisi in Germania, Degrelle, Matthys e il suo assistente, Louis Collard, misero ufficialmente fine all'esistenza del movimento rexista il 30 marzo 1945. In Belgio i rexisti furono oggetto di numerosi attacchi della Resistenza belga e molti fra di loro, specialmente nel corso del 1944, vennero uccisi. Rex creò, dopo le "Formazioni di combattimento" e le "Guardie vallone", delle nuove unità, come il "Dipartimento sicurezza e informazione", nel marzo 1943, e le "Formazioni B", all'inizio del 1944, che s'impegnarono attivamente nella lotta contro i partigiani o i supposti tali, ma anche in azioni di puro banditismo. La campagna di terrore rexista iniziò apertamente con l'assassinio del governatore della provincia di Namur, il liberale e massone François Bovesse, il 1º febbraio 1944.
Dopo l'assassinio di Oswald Englebin, borgomastro rexista del Grand Charleroi, di sua moglie e dei suoi figli, il 17 agosto 1944, alcuni membri delle Formazioni B compirono il "massacro di Courcelles", dal 17 al 18 agosto, uccidendo 27 persone. «Degrelle che, anche quando si trova sul fronte orientale, non può ignorare quello che stanno facendo i rexisti in Belgio, non pronuncerà mai una parola di biasimo per la loro attività. [...] Egli coprirà con la sua autorità tutti i morti e tutte le sevizie praticate dai rexisti. Sì Degrelle non è un criminale di guerra [...] ma rimane il fatto che egli ha tollerato in suo nome e nel nome del suo movimento che si facesse una politica fortemente immonda».

## Dopo la guerra

### L'esilio

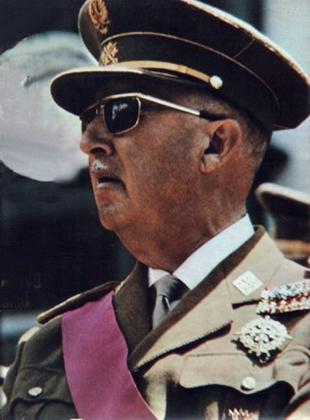
Francisco Franco nel 1969

Condannato a morte in contumacia dal Consiglio di guerra di Bruxelles il 29 dicembre 1944, Degrelle raggiunse alla fine di aprile 1945 la Danimarca e poi la Norvegia, due paesi ancora sotto controllo tedesco; arrivò ad Oslo, dove requisì un aereo leggero e finì per atterrare fortunosamente su una spiaggia di San Sebastián, nel nord della Spagna. La sua presenza mise in imbarazzo il regime di Francisco Franco, che aveva già dato accoglienza a Pierre Laval. Un belga corrispondente di guerra, R. A. Francotte, gli fece visita nell'ospedale dove constatò che era attentamente sorvegliato. Durante questo incontro Degrelle affermò che era pronto a tornare in Belgio per esservi giudicato, a condizione che un'amnistia totale fosse accordata ai vecchi combattenti del fronte orientale, che egli potesse presentarsi «vestito con la sua gloriosa uniforme con la coccarda belga, con le decorazioni guadagnate al fronte», che gli si assicurasse che potesse difendersi da solo e che il processo avesse una diffusa pubblicità attraverso la stampa e la radio.

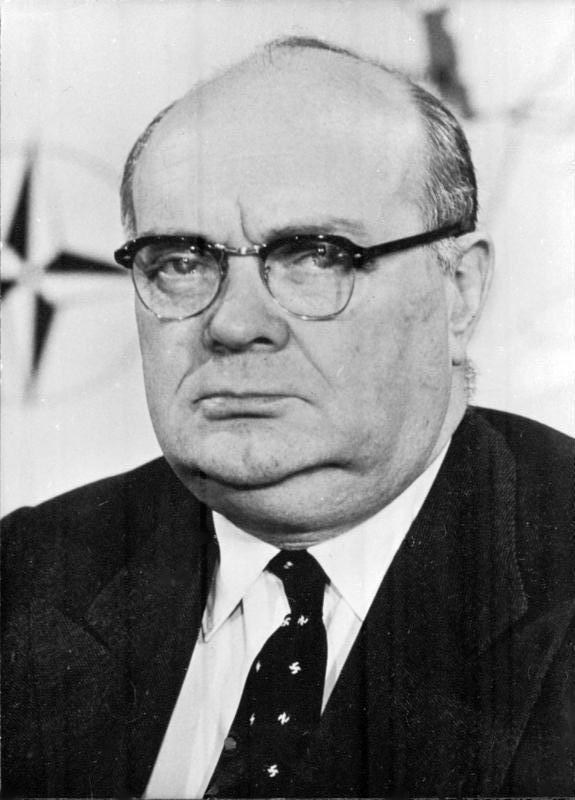
Paul Henri Spaak

L'incaricato d'affari del Belgio in Spagna, Jacques De Thier, intraprese delle negoziazioni nel 1946 con le autorità spagnole per il rientro di Degrelle verso la Francia o Gibilterra, con la consegna all'ONU o alle autorità d'occupazione in Germania, quando una domanda di estradizione doveva ancora essere esaminata dalla giustizia spagnola. Questi tentativi andarono a vuoto per il mancato sostegno dei governi e della diplomazia britannica e americana e per le reticenze del ministro spagnolo agli affari esteri, che riteneva «che dopo l'affare Laval noi non dobbiamo liberare altri prigionieri politici».
Il 10 aprile 1947 le autorità spagnole informarono De Thier che «il Consiglio di stato si è opposto all'estradizione perché i crimini che sono imputati a Degrelle sono politici o connessi ad un'attività politica». Questa risposta suscitò un violento discorso del ministro belga degli affari esteri, Paul-Henri Spaak, il 3 maggio 1947, nel corso del quale egli richiese ancora una volta la domanda di estradizione e minacciò di portare il caso al Consiglio di sicurezza dell'ONU, il che sarà fatto nei giorni seguenti. In un clima sempre più teso, il governo spagnolo accettò di regolare l'affare Degrelle a tre condizioni: il Belgio doveva ritirare il suo reclamo all'ONU, assicurare che Degrelle sarebbe stato giudicato conformemente alle leggi e dichiarare che il regolamento del caso Degrelle avrebbe contribuito a ristabilire condizioni diplomatiche normali con la Spagna; per Spaak queste tre condizioni erano inaccettabili: «è indecente chiederci un'assicurazione che Degrelle sarà giudicato conformemente alle leggi» e non accettava «di mercanteggiare la liberazione di Degrelle con la ripresa delle relazioni diplomatiche normali con la Spagna».
Dopo una nuova proposta spagnola che ripeteva pressappoco le condizioni stabilite precedentemente, ma questa volta sotto la forma di un comunicato comune pubblicato da Bruxelles e Madrid e che causò un nuovo rifiuto di Spaak, De Thier venne avvisato il mattino del 22 agosto 1947 che Degrelle aveva ricevuto l'ordine di lasciare il paese e che era stato messo in libertà sorvegliata affinché potesse eseguire quanto disposto. Per De Thier le complicità spagnole nella sparizione di Degrelle erano sicure: Degrelle aveva lasciato l'ospedale il 21 agosto alle otto del mattino in un taxi a bordo del quale l'aspettavano due passeggeri, la polizia locale rifiutò di intraprendere delle ricerche e il giorno stesso, verso le dieci di sera, i ministri degli affari esteri e dell'interno notificarono alla polizia di San Sebastiano che il caso era chiuso.
Nuovi tentativi di ottenere l'estradizione di Degrelle furono effettuati nel 1958, dopo la morte di un suo figlio, nel 1970 e nel 1983, per iniziativa del deputato socialista Willy Burgeon, ma si scontrarono con il fatto che egli aveva ormai acquisito la nazionalità spagnola. In mancanza di misure ufficiali, egli divenne oggetto di molti progetti di rimpatrio forzato in Belgio, nel 1946, 1958 e 1961, che non riuscirono mai a concretizzarsi.. Degrelle venne naturalizzato tramite adozione nel 1954, sotto il nome di Léon José de Ramírez Reina. Dal momento della sua condanna a morte egli non aveva più esistenza legale in Belgio ed era considerato minorenne dalla legge spagnola, il che permise la sua adozione, che gli concedette automaticamente la nazionalità spagnola. 
Nel 1947 Degrelle fece parte dei fondatori di un'associazione d'estrema destra, il Soccorso internazionale per le vittime del nazismo, dove confluirono vecchi membri delle SS e della Gestapo. Riapparve in pubblico per una cerimonia organizzata al palazzo comunale di Madrid nel dicembre 1954 per l'assegnazione di decorazioni ai vecchi combattenti del fronte orientale; concesse, nello stesso periodo, una intervista al giornale El Español. Se non c'è alcun elemento che provi che Degrelle abbia lasciato la Spagna fra il 1945 e l'anno della sua morte, lo si vide o lo si immaginò di volta in volta in partenza per l'Argentina, oppure rifugiato in Portogallo o in paesi equatoriali, in Uruguay, in Egitto, o soggiornare in Belgio.
La sua naturalizzazione gli consentì di moltiplicare le sue apparizioni in pubblico; nel 1962, in occasione del matrimonio di sua figlia Chantal, comparve in «grande uniforme di fantasia, sfoggiando le sue decorazioni tedesche»; nel 1970, quando fu il turno della figlia minore Marie-Christine, Degrelle questa volta era in borghese, ma portava all'occhiello le insegne delle «foglie di quercia». Nella notte dal 22 al 23 novembre 1975 Degrelle partecipò per due ore alla veglia funebre del corpo di Franco; fu in seguito colpito da una malattia cardiaca.

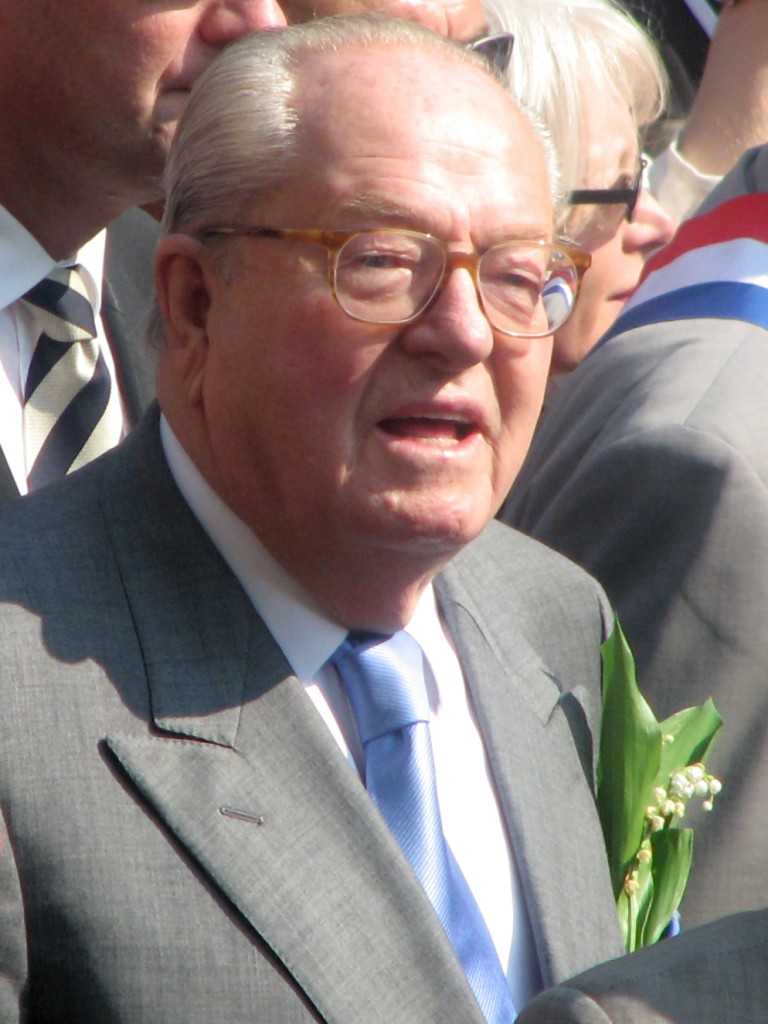
Jean-Marie Le Pen

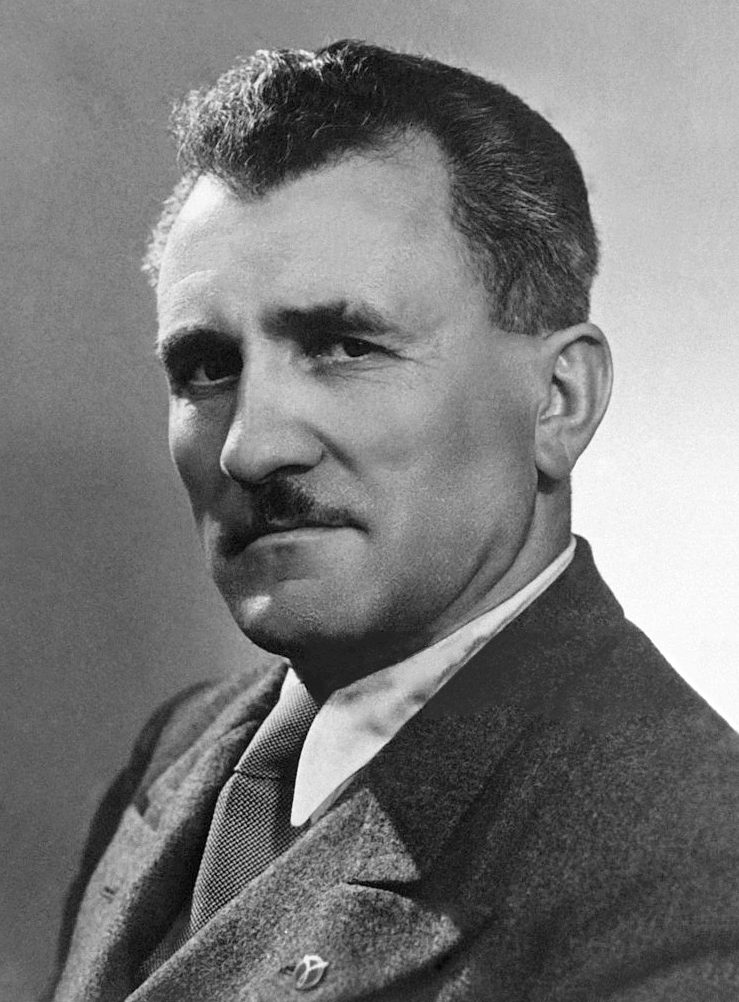
Joseph Darnand

Degrelle si risposò il 15 giugno 1984 con una nipote del collaborazionista Joseph Darnand, con la quale egli conviveva da molti anni, e poté condurre una vita agiata grazie all'impresa di lavori pubblici che egli dirigeva, partecipando anche alla costruzione di basi aeree americane in Spagna. Durante il suo esilio in Spagna Degrelle visse nel benessere, anche se conobbe della fasi di disgrazia, passando dallo sfortunato tentativo di importazione di materiale agricolo dall'Argentina a un'impresa di lavori pubblici, una società di lavanderie, poi lanciandosi nel commercio di oggetti d'arte. Dall'inizio degli anni Ottanta Degrelle istituì, sotto il suo vero nome, una società di costruzioni che contribuì a costruire basi aeree statunitensi in Spagna.
Dirigente di un movimento neonazista di una certa importanza, divenne un referente per i movimenti neofascisti europei, per i partiti d'estrema destra e i movimenti integralisti, ruolo che egli esercitò con prudenza. Fu vicino al Fronte nazionale francese e fu «un ammiratore e un amico del suo dirigente Jean-Marie Le Pen». Durante una trasmissione del programma Diritto di risposta, su TFI, il 22 maggio 1988, Le Pen dichiarò: «Conosco Degrelle come conosco un certo numero di uomini politici mondiali. [...] È un monumento della seconda guerra mondiale e un personaggio storico del tutto straordinario. Ma è anche un vecchio signore che si attribuisce un'influenza che non ha.»
«In una serie di libri e interviste egli narrava i suoi episodi di guerra allestendo tutta una mitologia, raccontando dettagliatamente le sue relazioni privilegiate con i dirigenti nazisti e presentandosi come l'erede della tradizione del nazionalsocialismo europeo. Le imprecisioni storiche delle frottole di Degrelle non sono difficili da scoprire». Certe pubblicazioni di Degrelle suscitarono vivaci dibattiti in Belgio. I due editori belgi della Lettera a Giovanni Paolo II a proposito di Auschwitz furono condannati rispettivamente a uno e a due anni di prigione, e la pubblicazione della serie di Wim Dannay, Così parla Léon Degrelle, fece nascere un vivace dibattito alla Camera, dove si propose il divieto di renderla pubblica.

### La costruzione del mito
Ne La folla del 1940, prima opera scritta durante il suo esilio e pubblicata in Svizzera nel 1949, Degrelle affermò di avere ricevuto l'avallo del re Leopoldo III per riprendere la sua attività politica a partire dal luglio 1940: «È vero il contrario. Deciso a recuperare il tempo perduto, Degrelle non cerca nessun parere prima di immergersi nella battaglia politica». Per Charles d'Ydewalle, quest'opera «ci fornisce, attraverso più di cinquecento pagine, il soggetto più utile per l'occhio di uno psichiatra. Vi si ritrova tutto: dalla verbosità più scintillante fino alla più sordida trivialità, passando per degli accessi di megalomania che, ripetiamo, meriterebbero lo studio attento d'uno specialista. [...] Degrelle non si fa mai sfuggire l'occasione di salire in tribuna sullo stesso piano di Adolf Hitler, Benito Mussolini e Francisco Franco. La sua patologia è veramente interessante.»

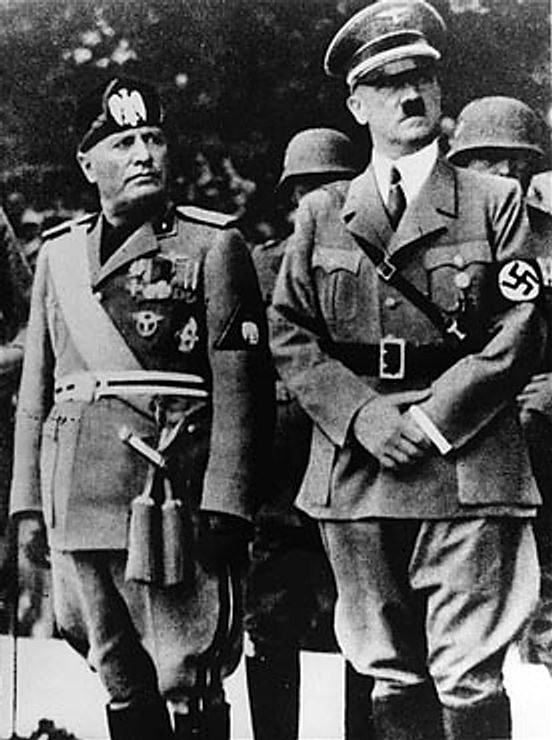
Hitler e Mussolini a Monaco di Baviera, durante una visita ufficiale del duce in Germania

Lo stesso autore, vicino al Degrelle al debutto negli anni trenta, a proposito de La campagne de Russie, seconda opera dell'esilio pubblicata nel 1949, scrive: «Degrelle si abbandona al romanzesco. Il suo potere d'affabulazione è tale che egli può raccontare non importa cosa non importa a chi». Sempre d'Ydewalle prosegue, osservando come il libro sia stato dedicato ai 2.500 morti della Legione vallone, che invero dai rapporti tedeschi risultano essere invece 1.200 morti o dispersi e 1.300 feriti evacuati dal fronte.
Hitler pour 1000 ans, pubblicato nel 1969, è rivelatore delle affabulazioni di Degrelle e della persistente ammirazione per Hitler. Degrelle affermò di volta in volta che, dopo il suo primo colloquio con Hitler nel 1936, questi avrebbe detto e ripetuto a Joachim von Ribbentrop che egli non aveva mai visto tali qualità in un giovane di quell'età, che nel 1939, di sera, egli andava talvolta a trovare re Leopoldo III nel suo palazzo di Laeken, «dove il sovrano lo riceveva sdraiato, in calzoni da cavallerizzo» e dove loro due progettavano «insieme le basi delle campagne della stampa rexista»; sempre secondo Degrelle, in preparazione all'invasione della Norvegia, «Hitler in persona aveva precedentemente fatto il giro segretamente in battello della costa da invadere e che conosceva ogni anfratto per lo sbarco».
Benché egli non abbia incontrato Hitler che per tre volte, egli proclama: «Proprio io l'ho conosciuto per dieci lunghi anni, conosciuto da vicino nel momento della sua gloria, così nel momento in cui attorno a lui l'universo delle sue opere e dei suoi sogni stavano sfaldandosi. Io so che egli era: il capo politico, il capo della guerra, l'uomo vero, l'uomo.»

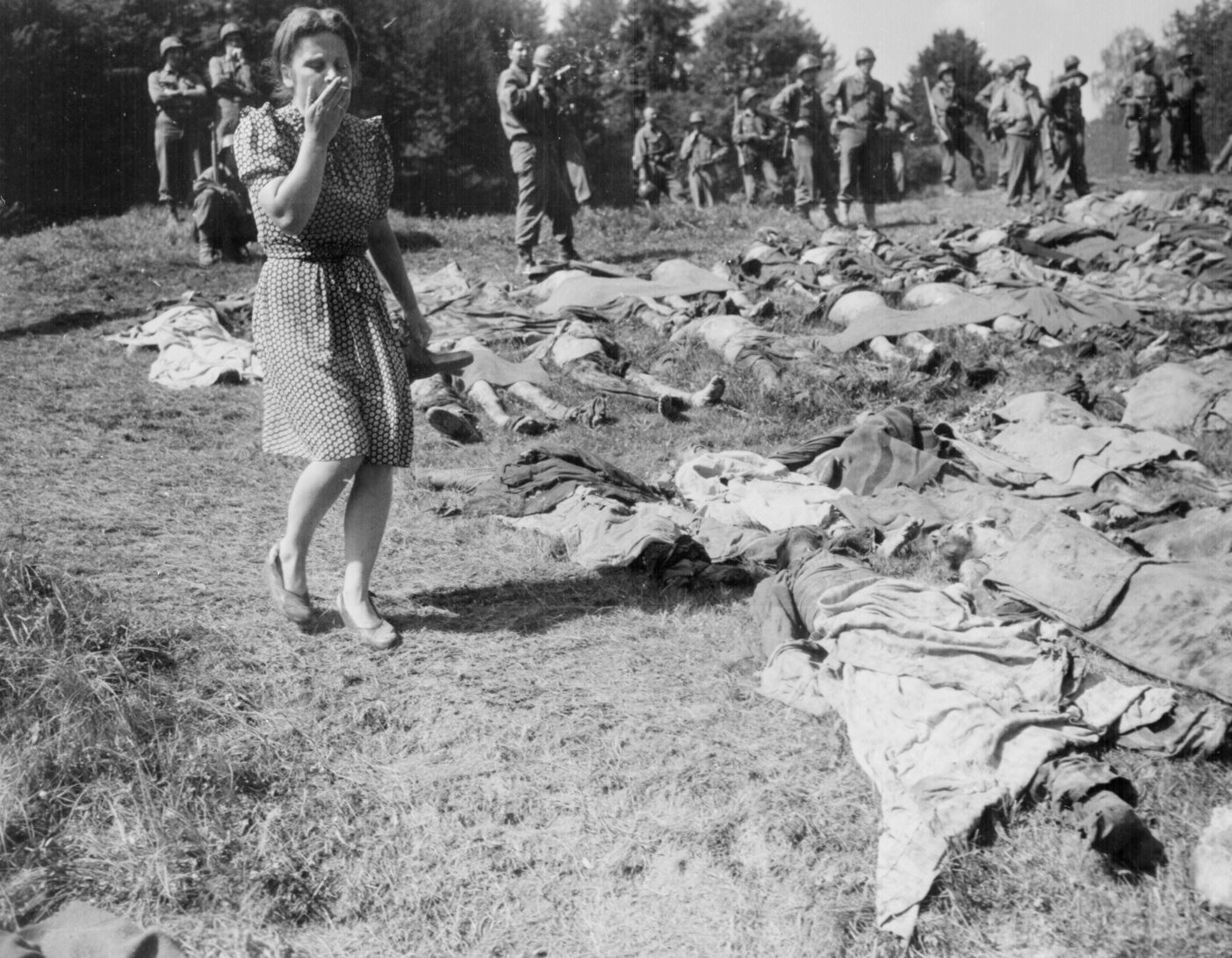
Shoah, 1945

Sulla base di questa presunta familiarità con Hitler, Degrelle dichiarerà in un'intervista l'apprezzamento del dittatore nei suoi confronti:
(Presunta dichiarazione di Adolf Hitler a Degrelle: da una intervista di Jean Kapel
a Léon Degrelle in Histoire magazine, n° 19, settembre 1981)
Nello stesso libro Degrelle contesta inoltre le cifre della Shoah, esaltando le realizzazioni del nazismo: «Si sono pubblicati, in una gigantesca gazzarra, cento reportage, spesso esagerati, talvolta grossolanamente menzogneri, sui campi di concentramento e i forni crematori, i soli elementi che vengono spesso citati di quell'immensa creazione che fu, per dieci anni, il regime hitleriano». Termina il suo libro scrivendo «È sfortuna il fatto che Hitler nel XX secolo abbia fallito [l'unificazione europea] anche lui [dopo Napoleone]. Il comunismo sarebbe stato spazzato via» e che «scomparso Hitler, il mondo democratico si è rivelato incapace di creare novità nell'ambito politico e sociale, oppure anche di rabberciare le cose vecchie», arrivando al punto di affermare che Hitler ha ispirato Nasser, de Gaulle, Tito e Castro.
Fino al suo ultimo respiro, Léon Degrelle esaltò le realizzazioni hitleriane e del regime nazista nonché si iscrisse nell'orbita negazionista del genocidio ebraico, negando in particolare l'esistenza e la materialità dell'olocausto, in particolare nella sua Lettre à Jean-Paul II à propos de Auschwitz, pubblicata nel 1979. «Al di fuori di una enorme tendenza alla megalomania e all'autoglorificazione, il suo discorso resta sempre lo stesso a partire dal 1945. Il carattere di Léon Degrelle, di chi ha sempre ragione, lo porta a questa la sua tendenza: mescolare sistematicamente, sempre e ogni cosa. Ecco che egli fa delle sue dichiarazioni, affermazioni o negazioni, un cespuglio di spine di cui rifiuta di fare un fascio. Il tempo, ma ancora di più la ripetizione abbellisce le sue storie, le spoglia dei loro aspetti sgradevoli e imbarazzanti». In Spagna, secondo Marc Magain, Degrelle «si cimenterà parallelamente in un'attività letteraria abbondante, a lucidare se stesso in una immagine dove la storia, la leggenda e il desiderio di giustificazione si uniscono e spesso si contraddicono, con gran danno di coloro che cercano di rintracciare e scoprire la realtà».

## La morte
Degrelle si spense, all'età di 87 anni, la sera di giovedì 31 marzo 1994 nella clinica del Parco di Sant'Antonio, dove era stato ricoverato il 10 marzo per insufficienza cardiaca; il suo corpo sarà cremato il giorno successivo. In una dichiarazione resa nel documentario Degrelle, ou la führer de vivre, Jean Vermeire, un veterano ufficiale della Legione vallone, affermò d'aver disperso le ceneri di Degrelle a Berchtesgaden; questa testimonianza non è stata contestata nel dibattito che è seguito alla diffusione del documentario o nella stampa.
José Gotovitch, all'epoca direttore del Centro di studi e ricerche storiche della Seconda guerra mondiale e professore dell'Università libera di Bruxelles, nella sua prefazione al libro di Martin Conway afferma che «una delle espressioni più grottesche del mito Degrelle fu quella di attribuire il presunto rifiuto belga alla sua estradizione per paura delle rivelazioni che egli teneva nascoste. Ora se Degrelle è un mito [...] è proprio il mito della sua importanza, del suo peso nella storia della seconda guerra mondiale in Belgio».

## L'uomo e il tribuno
Il 26 marzo 1932, Léon Degrelle sposa Marie-Paule Lemai, cinque anni più giovane di lui, di origine francese e appartenente alla buona borghesia di Tournai, dalla quale ha cinque figli: Chantal (1934), Anne (1936), Godelieve (1938), Léon-Marie (1939) e Marie-Christine (1944); il matrimonio è celebrato da Monsignor Picard e sulle partecipazioni di nozze Degrelle si presenta come dottore in legge.

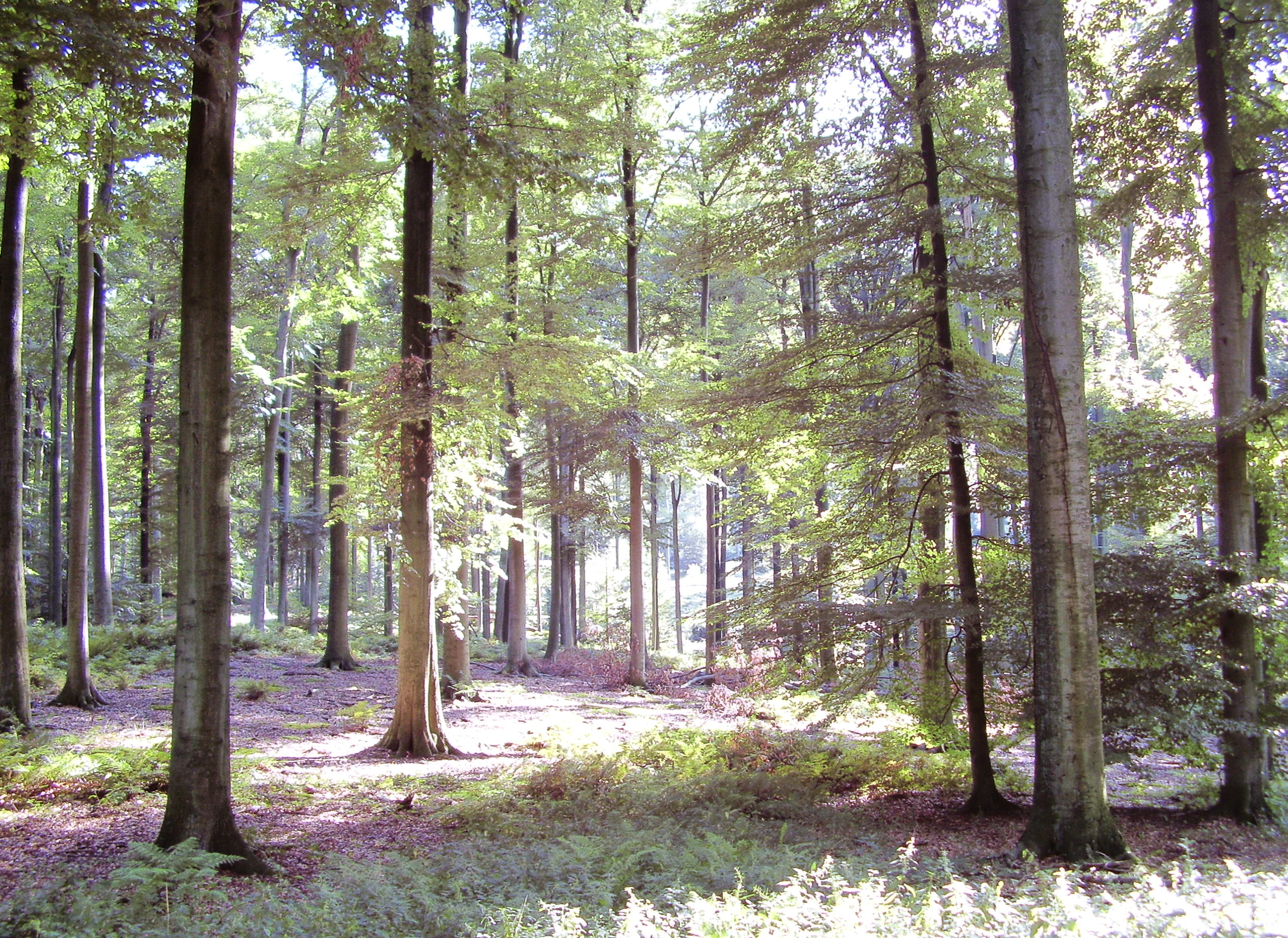
Foresta di Soignies

Nel 1943 «preoccupato per assicurare l'avvenire dei suoi, riesce a diventare proprietario di una società ebraica "arianizzata", Le profumerie di Bruxelles, mentre nel frattempo procede all'acquisizione di un terreno a Cannes. Questi affari, così come gli aspetti più equivoci della sua vita sentimentale, particolarmente agitata nel 1943, furono conosciuti ad opera della Resistenza che ne fece i suoi argomenti di denigrazione». Si attribuisce a Degrelle in questo periodo un certo numero di amanti mantenute a Berlino, a Parigi e a Bruxelles, mentre sua moglie intreccia un legame sentimentale con un ufficiale della Luftwaffe, il Sonderführer Hellmuth Pessl, che muore in circostanze poco chiare venendo ritrovato con una ferita di pistola alla testa e al cuore nella casa di Degrelle, la morte venne subito archiviata come suicidio e nessun'altra indagine è stata condotta. Sempre nel 1943 Degrelle decide di fondare una nuova pubblicazione L'Avenir, che conosce un successo popolare e finanziario: nel 1944, L'Avenir realizza un'entrata mensile di 600.000 franchi «alimentando le casse già ben fornite di Degrelle». Grazie alla ricchezza dei suoi suoceri «egli conduce un tenore di vita fastoso e arreda la sua casa della foresta di Soignes con mobili antichi di valore».
Dopo la guerra sua moglie è condannata a dieci anni di prigione dei quali ne sconta cinque. Durante il suo processo, ella dichiara che «la guerra era necessaria contro il bolscevismo, un gran male.» Dopo la sua scarcerazione ella decide di non raggiungere suo marito in Spagna e non lo rivedrà più. Muore a Nizza il 29 gennaio 1984 senza aver più rivisto suo marito dal 1945. Generalmente sorridente, Degrelle piace alle donne, è molto socievole e «riesce ad allacciare i rapporti più inaspettati con gli uomini più diversi»: il 17 giugno 1940, incarcerato a Cholet, è salvato dal linciaggio da undici detenuti comunisti. Mostra un vero coraggio fisico negli anni trenta sia quando «a più riprese sarà portato su una barella ai comizi» dove era andato a contestare sia durante la guerra sul fronte orientale.
Egli è soprattutto un oratore eccezionale, capace di infiammare il suo auditorio. «Ha un terribile senso della replica, e poche parole gli bastano per mettere in ridicolo i suoi avversari», con l'eccezione di Paul-Henri Spaak. Apostrofa di volta in volta il cardinale Van Roey come «antropofago», «troglodita con la sottana», il senatore Philips come «pescecane d'argento corrotto fino al metacarpo», il ministro del Bus de Warnaffe come «Il tizio di Warnaffe» e «debole bacchettone», il primo ministro Paul van Zeeland come «filibustiere lacrimoso» e Winston Churchill come «immondizia rumorosa». Come rileva M. Conway «Degrelle davanti ad un auditorio è certamente uno dei più notevoli tribuni della sua generazione in Europa. [...] Egli soggioga i suoi ascoltatori con le denunce appassionate degli errori della classe politica dirigente, mescolando espressioni romantiche, poetiche con un linguaggio plebeo smaltato con parole dialettali. Questo talento non lo lascerà mai e anche nei giorni più scuri del rexismo, i grandi discorsi di Degrelle conservano una forza emotiva che rianima il morale e la fede dei rexisti e talvolta riesce a conquistare qualche nuovo raro convertito alla sua causa».
Il coraggio dimostrato da Degrelle sul fronte orientale è messo in rilievo da Jean-Marie Frérotte e da Eddy de Bruyne. «La presenza di Degrelle al fronte? Quando i suoi numerosi trasferimenti a Berlino e altrove glielo permettevano, egli considerava un punto d'onore di essere tra i suoi uomini prendendosi dei rischi fisici innegabili»; «Degrelle è stato ferito più volte. Nessuna delle sue cinque ferite necessitava di cure in ospedale, tutte furono sfruttate ai fini di una propaganda personale». «Caratterizzato da un'ambizione smisurata, Degrelle è schiavo di un'immaginazione fantasiosa e da una vera megalomania. [...] Manca del tutto del senso della misura. Ci si può talvolta chiedere se egli non è stato affetto da una vera "mania di grandezza"».

## Storiografia
Degrelle è al centro di numerose pubblicazioni fin dagli anni 1936 e 1937 redatte dai suoi sostenitori o dai suoi nemici, scritte con toni agiografici o polemici. Per il deputato rexista Pierre Daye «Léon Degrelle ha un talento d'oratore prestigioso, un notevole talento di scrittore, un equilibrio nervoso magnifico, il senso del comando, dell'organizzazione, l'autorità naturale del capo». Robert Brasillach è totalmente affascinato: «Si può resistere a Léon Degrelle, alla sua presenza fisica, al suo cameratismo immediato, al ridere fanciullesco che s'impara da lui? [...] Si è subito colpiti da questa confidenza che è caratteristica della piacevolezza giovanile del rexismo, per cui si crede a tutto ciò che egli dice, a tutto quello che sta per dire. [...] Degrelle possiede questa affinità superiore del suo spirito e del suo sangue con lo spirito e il sangue di un'epoca, senza la quale non si può essere guida di uomini».
Il ritratto disegnato da Robert du Bois de Vroylande, antico collaboratore di Degrelle che ha rotto con il rexismo, è di tutt'altra natura: «Talento, sì se si chiama talento l'arte di urlare, i pugni sui fianchi, come al mercato del pesce, di far passare platesse per sogliole, gli avversari per dei pescecani e un poveruomo per una specie di genio. [...] Franchezza? Sì se per franchezza s'intende affermare oggi bianco e nero domani. Fedeltà ai principi? Sì, se la fedeltà ai principi consiste nel calpestarli ogni giorno. Un ideale? Sì se consiste nell'averlo per cambiarlo come la camicia». Non esiste una bibliografia completa di Léon Degrelle che risponda ai criteri degli storici di mestiere, ad eccezione di quella all'interno della biografia riassunta da Alain Cotignon pubblicata ne La nouvelle biographie nationale. Questa lacuna dovrebbe essere colmata dalla pubblicazione della tesi di dottorato di Korentin Denis-Falc'hun, prevista per il 2009. Per gli anni trenta l'opera fondamentale è quella di Jean-Michel Étienne, Le mouvement rexiste jusqu'en 1940, relativamente poco conosciuta al di fuori degli ambienti accademici.
Per il periodo del collaborazionismo le opere di Martin Conway sono fondamentali: «Il primo studio imparziale e sistematico della collaborazione di Léon Degrelle e dei rexisti con l'occupante nazista dal 1940 al 1945 sta per essere pubblicato e lo si deve a un inglese! [...] Un'opera basilare e affascinante». La traduzione di quest'opera in olandese, contemporanea a quella in francese, è salutata dalla Vlaams Nationaal Weekblad come «uno studio solido e serio, il primo che tratti del personaggio in modo approfondito e con un assillo d'obiettività e che quindi colmi una lacuna».
Il libro di Pol Vandromme, Le loup au cou de chien: Degrelle au service de Hitler, è oggetto di una grande recensione nella stampa belga che sottolinea il suo carattere salutare per la conoscenza di quegli avvenimenti, ma anche il suo tono da pamphlet e la mancanza di documentazione. Fondato su più di 150 testimonianze e su molte interviste con Degrelle, il libro di Jean-Marie Frérotte, Léon Degrelle, le dernier fasciste, che copre tutta la vita di Degrelle, è favorevolmente accolto dalla stampa belga, malgrado l'assenza di un apparato critico e della citazione delle fonti. Léon Degrelle è lungamente intervistato dai giornalisti della radiotelevisione belga della comunità francese (RTBF) nel 1977, per la preparazione di una trasmissione in cinque puntate, di cui la messa in onda è prevista per il 1978. Il consiglio d'amministrazione dell'ente televisivo decide però di rimandare il progetto considerando che l'impatto di Degrelle, malgrado le critiche degli storici, sia ancora troppo forte.
Degrelle appare per la prima volta alla televisione belga nell'ambito della serie L'ordre nouveau di Maurice De Wilde nel 1984, che spezza un tabù sul collaborazionismo belga e sul fatto di diffondere un'intervista a Degrelle sulla televisione nazionale. La serie prevista per il 1978 alla fine è ridotta a tre puntate e mandata in onda dal 17 al 19 marzo 1988 con l'aggiunta di un dibattito finale. La trasmissione provoca reazioni diverse, con violente critiche che ritengono che si sia offerto un vero tributo a un simbolo del collaborazionismo francofono in Belgio.
Il 5 marzo 2009, la RTBF diffonde un nuovo documentario di 104 minuti, «Degrelle, la Führer de vivre», che incontra un vero successo di audience con 464.000 spettatori per il documentario e 280.000 per il dibattito seguente. Il suo autore è lo storico francese Korenthin Falc'hun, i cui lavori per la tesi di dottorato sono serviti come base per il film che è stato realizzato e diretto da Philippe Dutilleul, giornalista belga stimato per il suo stile d'avanguardia e del quale molte trasmissioni hanno suscitato forti polemiche nel Belgio francofono. Anche con queste polemiche, questo documentario mette a nudo e rompe un tabù.
A differenza dei predecessori questo film non si affida né a una voce narrante né ai commenti di storici o specialisti, avendo deciso di «privilegiare l'intelligenza degli spettatori». Basandosi su numerosi archivi inediti, questo documentario rivela nuovi elementi biografici, particolarmente per quello che riguarda l'esilio, presentando le rudi testimonianze di chi aveva conosciuto Degrelle «Privo dei commenti dei chiarimenti storici, volontariamente inserite zone d'ombra, questo lungo ritratto parpennicellizzato e impressionista lascia espandersi, per meglio denunciarla, la folle megalomania di questo simbolo del fascismo europeo che, dopo la sua condanna a morte in contumacia, passò tranquillamente i suoi giorni in Spagna sino al 1994». È stata creata in Francia un'associazione chiamata Circolo degli amici di Léon Degrelle (Cercle des Amis de Léon Degrelle), che ha per fine quello di «ricercare, difendere e promuovere l'opera di Léon Degrelle: ricercare tutti i documenti e gli oggetti legati a Léon Degrelle».

### Annotazioni
1. ↑  Si candidò ancora una volta nel 1936 nella lista Rex.
2. ↑  Il più celebre di questi «capolavori di gusto e d'arte rappresenta una giovinetta che prega ai piedi del suo letto mentre uno straccione socialista si appresta a pugnalarla alle spalle, J.-M. Étienne, op. cit., p. 15.
3. ↑  Dalla rivista nascerà il movimento rexista, mutuando il suo nome dal sostantivo latino rex (re), riferito al concetto di regalità anche dal punto di vista religioso (Cristo Re)
4. ↑  Ma poi il titolo diviene indipendente come bimestrale nel gennaio del 1933 e dopo aver assorbito Vlan, come settimanale nel marzo 1934.
5. ↑  Il simbolo della scopa è stato riutilizzato nel corso di una campagna elettorale del Blocco Fiammingo negli anni 1990.
6. ↑  Il termine unisce le parole banker, banchiere e gangster, bandito, per significare l'attività fraudolenta e predatoria del capitalismo finanziario.
7. ↑  Sulle conseguenze di queste elezioni vedere Jean Vanwelkenhuyzen, 1936, Léopold III, Degrelle, van Zeeland et les autres, Bruxelles, Racine, 2004.
8. ↑  La bandiera della VNV conteneva i colori arancione / bianco / blu. Il triangolo rappresenta il delta dei grandi fiumi dei Paesi Bassi, la Schelda, la Mosa e il Reno. Il cerchio simboleggia l'unità nei Paesi Bassi. Durante la seconda guerra mondiale i colori originali furono sostituiti dal nero / bianco / rosso: una versione che si rifaceva alla bandiera tedesca dell'epoca.
9. ↑  M. Conway ritiene che Rex fosse un movimento di destra, antidemocratico e che egli debba essere ritenuto secondo le sue proprie specificità una variante di un modello standardizzato (M. Conway, op. cit., p. 15), il che non gli impedisce di usare frequentemente l'aggettivo fascista nel resto della sua opera.
10. ↑  L'immagine della donna che piange mentre saluta fu presentata dalla propaganda nazista come un segno di felice commozione, al contrario di quella alleata che la mostrava come disperazione per la patria invasa.
11. ↑  Il sergente maggiore Mollet, che aveva comandato la fucilazione, e il tenente Caron, che vi aveva assistito senza intervenire, saranno condannati a morte e fucilati nella fortezza di Mont-Valérien il 7 aprile 1942
12. ↑  Otto Abetz ambasciatore della Germania nazista presso la Francia di Vichy durante la seconda guerra mondiale
13. ↑  Trafficante d'armi durante la Guerra di Spagna, Fernand Rouleau s'incontra con Rex nel 1940, dove la sua conoscenza del tedesco e degli ingranaggi del regime nazista sono molto utili. Dopo la sua uscita dalla Legione vallona egli lavora come agente del SD (Sicherheitsdienst) a Tunisi, poi combatte alla fine della guerra in Ungheria in una divisione di cavalleria SS. Dopo la fine del conflitto mondiale si rifugia in Spagna dove muore nel 1984, a 81 anni.
14. ↑  Verbond der Dietse Nationaal-Solidaristen (Unione Nazionale di Solidarietà)
15. ↑  Victor Matthys di 27 anni è uno dei più stretti collaboratori di Degrelle da circa dieci anni. Non è diplomato, di salute malferma e oratore meschino, è un buon amministratore e un ammiratore senza riserve del regime nazista. Fu condannato a morte per la sua partecipazione ai crimini rexisti nel Belgio occupato e sottoposto ad esecuzione a Charleroi nel novembre 1947
16. ↑  Questo il racconto di Degrelle:«Avevamo riconquistato una grande foresta in cui erano scaglionate settecento fortificazioni russe. Con, come spettacolo, dei prigionieri tedeschi inchiodati agli alberi, con gli organi sessuali tagliati e piantati in bocca. Anche con delle donne che si gettavano su di noi a centinaia, delle giovani combattenti sovietiche, splendide. Brutta faccenda, falciare belle ragazze che vengono all'assalto [...] Il 28 gennaio 1944, l'anello si annodava al sud, eravamo presi nella nassa, come la VI armata di Paulus a Stalingrado. [...] Durante quei ventitré giorni,[...] ho ingaggiato personalmente diciassette corpo a corpo, e sono stato ferito quattro volte. [...] Lucien Lippert cadeva alla nostra testa a Novo Buda [...] In condizioni simili, dovetti fare una specie di colpo di Stato: prendere il comando della nostra unità. Infatti, nulla mi ci autorizzava, avrei dovuto attendere che l'Alto Comando della Waffen SS procedesse a una nomina. Se non li avessi preceduti, ci avrebbero probabilmente appioppato un Comandante tedesco. Perciò, raggiungendo gli uffici in velocità, mi proclamai Comandante. [...] Ci riunimmo, gli undici comandanti (erano undici, infatti, le unità militari accerchiate, ndr). Il generale Gille, il capo della Wiking, chiese crudamente: "C'è un volontario tra di noi per condurre l'operazione di punta dello sfondamento?". [...] Alla domanda di Gille risposi che ero volontario. Potevo ancora, fisicamente e moralmente, gettarmi in un grande sforzo finale. Ma da solo non sarei bastato, certamente. Fu l'incredibile eroismo dei miei soldati che forzò il destino. Non volevamo capitolare. Non importa cosa, ma morire solo in combattimento. [...] Ottomila soldati, è vero, morirono nel corso dello sfondamento di Čerkasy. Ma cinquantaquattromila, alla fine della serata, erano dall'altra parte, avevano vinto, avevano rotto il fronte sovietico.» Storia del Novecento - ottobre 2004 - A dieci anni dalla scomparsa di Leon Degrelle - Profilo di un testimone del Novecento - Ernesto Zucconi - (Centro Studi di Storia Contemporanea) Archiviato il 4 gennaio 2015 in Internet Archive.
17. ↑  Anche se questa affermazione, che non è sostenuta da alcuna fonte, fosse vera, Himmler dopo il 28 aprile 1945, non disponeva più di alcun potere.
18. ↑  Reso libero dalla Spagna alla Francia il 30 luglio del 1945, Laval fu condannato a morte il 9 ottobre dello stesso anno.
19. ↑  Dopo che questa si è ustionata la gola per aver ingerito un acido, Degrelle fa pubblicare la fotografia della bambina su Le pays réel con la didascalia «su il suo letto di dolore, la figlia del Capo soffre per la Causa», J.-M. Frérotte, op. cit., p. 108
20. ↑  Léon-Marie muore nel 1958 per un incidente d'auto in Spagna dove era andata a raggiungere suo padre (A. Colignon, op. cit., p. 116)
21. ↑  . Degrelle ha sfruttato i numerosi episodi della sua vita familiare per emozionare le masse, come i racconti commoventi su Chantal diffusi dalle sue pubblicazioni (Le soir, 17 maggio 1946)
22. ↑  Ufficialmente Pessi si è suicidato in casa di Degrelle ed è morto per due ferite da arma da fuoco, alla testa e al cuore, ma le autorità tedesche decidono di non indagare oltre.
23. ↑  Il padre e il cognato di Degrelle muoiono in prigione, e molte sue sorelle sono incarcerate.
24. ↑  P. Assouline, op. cit., p. 253, vede in queste espressioni un'affinità con il linguaggio fiorito del capitano Haddock, il personaggio del fumetto-serie Le avventure di Tintin dallo scrittore e artista belga Hergé.

### Riferimenti
1. ↑  Leader del Partito Rexista
2. ↑  Robert Brasillach, Léon Degrelle et l'avenir de Rex, Paris, Plon, 1936.
3. ↑   www.cegesoma.be/cms/alain_en.php, su cegesoma.be. URL consultato il 28 dicembre 2009 (archiviato dall'url originale il 15 dicembre 2009).
4. ↑  Alain Colignon, « Léon Degrelle», in Nouvelle biographie nationale, vol. 6, Bruxelles, Académie royale des sciences, de lettres et des beaux-arts, 2001, p. 111
5. ↑  Jean-Marie Frérotte, Léon Degrelle, le dernier fasciste, Bruxelles, Paul Legrain, 1987, p. 9.
6. 1 2 3  Jean-Michel Étienne, Le mouvement rexiste jusqu'en 1940, Paris, Armand Colin, Cahiers de la fondation nationale des sciences politiques, n. 195, 1968, p. 9
7. ↑  J.-M. Frérotte, op. cit., p. 10.
8. ↑  J.-M. Frérotte, op. cit., p. 16
9. ↑  J.-M. Frérotte, op. cit., p. 11
10. ↑  J.-M. Frérotte, op. cit., p. 20.
11. ↑  Giovanni F. di Muro, Léon Degrelle et l'aventure rexiste (1927-1940), Editions Luc Pire, 2005, pp. 23-24.
12. 1 2 3 4  J.-M. Étienne, op. cit., p. 10.
13. 1 2  J.-M. Étienne, op. cit., p. 11.
14. ↑  G. F. di Muro, op. cit., p. 27.
15. ↑  G.F. di Muro, op. cit., p. 28.
16. 1 2 3  J.-M. Étienne, op. cit., pp. 12-13.
17. 1 2  J.-M. Étienne, op. cit., p. 13.
18. ↑  Pierre Assouline, Hergé, Paris, Folio, 2003, p. 59
19. 1 2   Leon Degrelle, su treccani.it.
20. ↑  P. Assouline, op. cit., p. 163.
21. ↑  Martin Conway, Degrelle: Les années de collaboration, Éditions Labor, Bruxelles, 2005, p. 19.
22. 1 2 3 4 5  J.M. Étienne, op. cit., pp. 14-19.
23. ↑  P. Assouline, op. cit., p. 138.
24. ↑  Rex, 25 febbraio 1933, in J.M. Étienne, op. cit., p. 18.
25. ↑  Maurice De Wilde,L'ordre nouveau, Bruxelles, Duculot, 1984, p. 25.
26. 1 2 3 4 5 6 7 8  J.- M. Étienne, op. cit., pp. 22-29.
27. ↑  M. De Wilde,op. cit., p. 26.
28. ↑  J.M. Frérotte, op. cit., p. 85.
29. 1 2  J.-M. Étienne, op. cit., p. 44.
30. ↑  M. Conway, op. cit., p. 21.
31. ↑  J.-M. Étienne, op. cit., p. 45.
32. 1 2 3 4  M. De Wilde, op. cit., p. 26.
33. 1 2 3  J.M. Étienne, op. cit., pp. 45-49.
34. ↑  G.-F. di Muro, op. cit., pp. 101-102.
35. ↑  J. M. Étienne, op. cit., p. 49
36. ↑  Flore Plisnier, 1940-1944. Ils ont pris les armes pour Hitler. La collaboration armée en Belgique francophone, Bruxelles, Luc Pire-Soma/Ceges, 2008, p. 51.
37. 1 2 3  J.-M. Étienne, op. cit., pp. 53-54.
38. ↑  J. Vanwelkenhuyzen, op. cit., p. 57
39. ↑  J.-M. Frérotte, op. cit., p. 101.
40. ↑  J.-M. Étienne, op. cit., pp. 80-81.
41. ↑  Marc Magain, Léon Degrelle, un tigre de papier. Le choc du Pays réel contre la presse belge (1930-1940), Bruxelles, Didier Hatier, 1998, p. 77-78.
42. ↑  J. M. Étienne, op. cit., p. 41.
43. ↑  M. De Wilde, op. cit., p. 28.
44. 1 2 3  J.-M. Étienne, op. cit., pp. 110-113.
45. ↑  M. De Witte, op. cit., p. 29.
46. ↑  M. Magain, op. cit., p. 107.
47. ↑  Els Witte, Jan Craeybeckx, Histoire politique de la Belgique, Bruxelles, Labor, Bruxelles, 1987.
48. ↑  E. Witte, J. Craeybeckx, op. cit., p. 232.
49. 1 2  E. Witte, J. Craeybeckx, op. cit., p. 233.
50. ↑  A. Colignon, op. cit., p. 116.
51. 1 2 3 4  J.-M. Étienne, op. cit., pp. 119-123.
52. 1 2 3 4 5  J.-M. Étienne, op. cit., p. 133-140.
53. ↑  M. Conway, op. cit., p. 24.
54. ↑  J.-M. Étienne, op. cit., p. 137.
55. ↑  M. De Wilde, op. cit., p. 29.
56. 1 2 3  M. De Wilde, op. cit., p. 30.
57. ↑  M. De Wilde, op. cit., p. 23.
58. 1 2 3 4  J.-M. Étienne, op. cit., p. 141-148
59. ↑  Rex, 5 agosto 1938
60. ↑  Rex, 27 agosto 1939.
61. ↑  G.-F. di Muro, op. cit., p. 105.
62. ↑  Le Pays réel, 6 maggio 1937
63. ↑  Le Pays réel, 21 settembre 1938}.
64. ↑  Le Pays réel, 17 marzo 1938.
65. 1 2 3 4  J.-M. Étienne, op. cit., p. 159-161.
66. ↑  A. Colignon, op. cit., p. 117.
67. 1 2 3 4 5  J.-M. Étienne, op. cit., pp. 163-166.
68. ↑  M. Conway, op. cit., p. 27.
69. ↑  Dirk Martin, Abbeville: La Bavure, in: Francis Balace (a cura di), Jours de Guerre, Bruxelles, Crédit communal, 1991, t. III, pp. 69-81.
70. 1 2  D. Martin, op. cit., pp. 69-81.
71. ↑  M. Conway, op. cit., p. 39.
72. ↑  F. Plisnier, op. cit., p. 53.
73. ↑  M. Conway, op. cit., pp. 43-44.
74. ↑  M. Conway, op. cit., p. 42.
75. ↑  J.M. Frérotte, op. cit., p. 163.
76. 1 2  M. Conway, op. cit., pp. 50-51.
77. ↑  F. Plisnier, op. cit., p. 58.
78. 1 2  M. Conway, op. cit., pp. 56-59.
79. 1 2  M. Conway, op. cit., pp. 80-81.
80. ↑  M. Conway, op. cit., p. 85.
81. ↑  J.-M. Frérotte, op. cit., p. 163.
82. ↑  F. Plisnier, op. cit., p. 54.
83. ↑  José Streel, Le Pays réel, 28 maggio 1941.
84. ↑  Joachim Joesten, Dr. Naumann's Conspiracy, Pattern of the World-wide Crypto-Nazi Plot, 1953, p. 8: «During the war, Herbert Lucht had been attached to the staff of Otto Abetz», sua moglie «a cousin of Léon Degrelle, the notorious Belgian Quisling». Cfr. anche Charles Whiting, The Hunt for Martin Bormann: the Truth, 1996, p. 122: «There he looked up an old prewar friend, Herbert Lucht», del quale la moglie, soprannominata «Slissy», «who was a cousin of the Belgian SS man... Léon Degrelle». Kevin Coogan, Dreamer of the day: Francis Parker Yockey and the postwar fascist international, 1998, p. 367: «was headed by Frau Lea Lucht, the daughter of a Belgian general and widow of Herbert S. Lucht, yet another Propaganda Ministry official.». Cfr. anche Prevent World War III, pubblicato dalla Society for the Prevention of World War III, New York, 1949, p. 32: «Naumann was a member of the Abetz propaganda office where he also met a certain Herbert Lucht. Another person who played a prominent role in the Abetz organisation». Cfr. anche Stan Lauryssens, Opmars naar het Vierde Rijk, 1975, p. 167: «(Herbert Lucht) Samen met zijn vrouw... van geboorte een Belgische en een nicht van Léon Degrelle». Cfr. l'articolo dello Spiegel del 22 gennaio 2001, «Der Stenograf muss es wissen», riguardante Herbert Lucht e sua moglie belga, la falsa contessa Slissy. Il vero nome e l'origine della moglie di Herbert Lucht, la quale pretendeva mentendo di appartenere ad una famosa famiglia e di essere la figlia di un generale, non si è ancora potuto stabilire.
85. ↑  Eddy De Bruyne, La difficile naissance d'une légion perdue, in: Francis Balace (a cura di), Jours de Guerre, Bruxelles, Crédit communal, 1991, t. 8, p. 111.
86. ↑  M. Conway, op. cit., p. 105
87. 1 2 3 4  M. Conway, op. cit., p. 107-109
88. ↑  E. De Bruyne, La difficile naissance..., op. cit., p. 114
89. ↑  Eddy De Bruyne, Les Wallons meurent à l'Est. Degrelle et les légionnaires wallons au front russe, 1941-1945, Bruxelles, Didier Hatier, 1991, p. 33
90. ↑  F. Plisnier, op. cict., p. 91
91. ↑  E. De Bruyne, op. cit., p. 34
92. ↑  E. De Bruyne, op. cit., p. 43
93. 1 2  E. De Bruyne, op. cit., p. 45-51
94. ↑  E. De Bruyne, op. cit., p. 55
95. ↑  M. Conway, op. cit., p. 143
96. 1 2  M. Conway, op. cit., p. 133-134
97. ↑  J.M. Frérotte, op. cit., p. 174
98. ↑  M. Conway, op. cit., p. 140
99. ↑  E. De Bruyne, op. cit., p.58
100. ↑  M. Conway, op. cit., p. 187
101. ↑  M. Conway, op. cit., p. 206-207
102. ↑  M. Conway, op. cit., p. 194
103. ↑  E. De Bruyne, op. cit., pp. 64-68.
104. ↑  E. De Bruyne, op. cit., p. 71-113
105. ↑  Mario Dal Bello, La congiura di Hitler, ed. Città Nuova. Pag. 160
106. ↑  Gary L. Krupp, POPE PIUS XII AND WORLD WAR II: THE DOCUMENTED TRUTH: A Compilation of International Evidence Revealing the Wartime Acts of the Vatican, Xlibris Corporation, 2012
107. ↑  E. De Bruyne, op. cit., p. 121
108. 1 2 3  M. Conway, op. cit., p. 263-266
109. ↑  J.M. Frérotte, op. cit., p. 112-113
110. ↑  Interview de Léon Degrelle par Jean Kapel, Histoire magazine, n. 19, septembre 1981.
111. ↑  J.M. Frérotte, op. cit., p.190
112. ↑  A. Colignon, op. cit., p. 119
113. ↑  M. Conway, op. cit., p. 264
114. ↑  J.M. Frérotte, op. cit., p. 191
115. ↑  E. De Bruyne, op. cit, p. 134
116. 1 2  M. Conway, op. cit., p. 272-273
117. ↑  J.M. Frérotte, op. cit., p. 207-208
118. ↑  E. De Bruyne, op. cit'., p. 145
119. ↑  E. De Bruyne, op. cit., p. 163.
120. ↑  A. Colignon, op. cit., p. 120
121. ↑  E. De Bruyne, op. cit., p. 176
122. ↑  M. Conway, op. cit., p. 117-119
123. ↑  M. Conway, op. cit., p. 188-193
124. ↑  F. Plisnier, op. cit., p. 82.
125. ↑  J.M. Frérotte, op. cit., pp. 183-186.
126. 1 2 3 4  M. Conway, op. cit., p. 245-247
127. 1 2  M. Conway, op. cit., p. 268.
128. ↑  M. Conway, op. cit., p. 279
129. 1 2  M. Conway, op. cit., p. 282
130. ↑  M. Conway, op. cit., p. 303
131. ↑  F. Plisnier, op. cit., p. 127-154
132. 1 2  J.M. Étienne, op. cit., p. 171
133. 1 2  Martin Conway, Degrelle. Les années de collaboration. 1940-1944: le Rexisme de guerre, Ottiginies Louvain-La-Neuve, Quorum, 1994, p. 303.
134. ↑  R. A. Francotte, L'heure de l'Espagne, Bruxelles, De Visscher, 1947.
135. ↑  Jacques De Thier, Un diplomate au XX siècle, Bruxelles, Le Cri, 1990, pp. 100-106.
136. ↑  J. De Thier, op. cit., p.109-111
137. ↑  J. De Thier, op. cit., p. 113-116.
138. ↑  J. De Thier, op. cit., p. 123.
139. ↑  La nouvelle gazette, 7 febbraio 1970.
140. ↑  Le peuple, 11 febbraio 1983.
141. ↑  A. Colignon, op. cit., p. 121.
142. ↑  G. F. di Muro, op. cit., p. 162.
143. ↑  Vlan, 23 febbraio 1938
144. ↑  La dernière heure, 17 dicembre 1947
145. ↑  J. De Thier, op. cit., p. 122.
146. ↑   Le Soir, 23 agosto 1946
147. ↑  La dernière heure, 24 settembre 1946
148. ↑  Le Soir, 3 novembre 1946
149. ↑  Le Soir, 9 febbraio 1970
150. ↑  La Wallonie, 24 maggio 1981
151. ↑  La Province, 27 luglio 1985
152. ↑  La dernière heure, 7 febbraio 1970
153. ↑  La Libre Belgique, 27 novembre 1975.
154. 1 2 3 4  M. Conway, op. cit., p. 304
155. 1 2  A. Colignon, op. cit., p. 122
156. ↑  (EN) John Darnton, At Ease in His Refuge in Spain, Top Belgian Fascist Extols Past, in The New York Times, 20 maggio 1983 (archiviato dall'url originale il 19 gennaio 2021).
157. ↑  G.F. di Muro, op. cit., p. 162
158. ↑  La Lanterne, 24 maggio 1992
159. ↑  La libre Belgique, 25 giugno 1981
160. ↑  Léon Degrelle, La cohue de 1940, Lausanne, 1949, pp. 109-120
161. ↑  M. Conway, op. cit., p.44
162. ↑  Charles d'Ydewalle, Degrelle ou la triple imposture, Bruxelles, Pierre de Meyere, 1968, pp.71-74
163. ↑  Ch. d'Ydewalle, op. cit., p.191
164. 1 2 3 4  Léon Degrelle, Hitler pour mille ans, Paris, La Table Ronde, 1969, pp.56, 84, 92 e 141
165. ↑  Intervista a Leon Degrelle del 1981
166. 1 2 3 4  L. Degrelle, Hitler..., op. cit., Paris, pp. 16-17, 219, 226.
167. ↑  J.-M. Frérotte, op. cit., pp. 55-56.
168. ↑  M. Magain, op. cit., p. 154.
169. ↑  Philippe Dutilleul, Isabelle Christiaens, Korentin Falc'hun, Léon Degrelle ou la Führer de vivre, Bruxelles, RTBF, 2009.
170. ↑  Le Vif, 27 février 2009, p. 50
171. ↑  José Gottovitch (prefazione), in M. Conway, op. cit., p.6
172. ↑  J.M. Frérotte, op. cit., p. 57.
173. ↑  G. F. di Muro, op. cit., p. 38
174. ↑  A. Colignon, op. cit., p. 119.
175. ↑  M. Conway, op. cit., p. 205.
176. 1 2  M. Conway, op. cit., p. 246.
177. 1 2  J.-M. Frérotte, op. cit., p. 215
178. ↑  Le Soir, 17 maggio 1946
179. 1 2 3 4  J.-M. Étienne, op. cit., pp. 30-32.
180. ↑  M. Conway, op. cit., p. 30
181. ↑  E. De Bruyne, op. cit., pp. 163, 176.
182. ↑  Pierre Daye, Léon Degrelle et le Rexisme, Paris, Fayard, 1937, in: G.F. di Muro, op. cit., p. 20.
183. ↑  Robert Brasillach, Léon Degrelle et l'avenir de Rex, Paris, Plon, 1936, pp. 62, 84.
184. ↑  Robert de Vroylande, Quand Rex était petit, Louvain, Lovanis, 1936, pp. 8-9.
185. ↑  La libre Belgique, 20 novembre 1993, a proposito della versione inglese Collaboration in Belgium: Léon Degrelle and the rexist movement.
186. ↑  ((NL)  «Het is een degelijke en ernstige studie, de eertste die het onderwerp vrij grondig en met zin voor objektiviteit behandelt en dus een leemte vult in Vlaams Nationaal Weekblad, 7 dicembre 1994).
187. ↑  Revue de presse de novembre 1976, consultée au CEGES.
188. ↑  Le Soir, 29 giugno 1987, La dernière Heure, 8 luglio 1987.
189. ↑  Su questo tema vedere Jocelyn Grégoire, «Analyse de l'émission télévisée (RTBF, marzo 1988) sur Léon Degrelle: face et revers à travers la presse», Édition spéciale du bulletin trimestriel de Mémoire d'Auschwitz, n. 20-21, Bruxelles, 1989, p. 17-108.
190. ↑  Audiences: Degrelle a fait fureur[collegamento interrotto], Télé-Moustique, 6 marzo 2009.
191. ↑  Droit de réponse Archiviato l'11 gennaio 2012 in Internet Archive., La Revue Nouvelle, mai-juin 2009, n. 5-6.
192. 1 2  "Léon Degrelle ou la Führer de vivre" divise le Figra, Télérama, 1º aprile 2009.
193. ↑  La RTBF réveille Degrelle pour mieux en finir, Le Soir, 5 marzo 2009.
194. ↑  Film et débat sur Degrelle à la RTBF, RésistanceS, 3 marzo 2009.
195. ↑  Degrelle, le film choc Archiviato il 9 marzo 2009 in Internet Archive., Le Soir, 5 marzo 2009.

### Scritti di Léon Degrelle
| - Les Flamingants, Louvain, À l'Avant-Garde, 1928 - Jeunes Plumes et Vieilles Barbes de Belgique, Louvain, À l'Avant-Garde, s.d. 1928 - La Belle vie à Louvain, Louvain, À l'Avant-Garde, 1928 - Mon pays me fait mal, Louvain, À la Nouvelle Équipe, 1928 - Les Taudis, Louvain, Éd. Rex, 1930 - Les Tristesses d'hier, Louvain, Éd. des jeunes auteurs, 1930 - Les Grandes Farces de Louvain, Louvain, Éd. Rex, 1930 - Histoire de la guerre scolaire 1879-1884, Louvain, Éd. Rex, 1930 - Contre l'incinération; va-t-on, chez nous, rôtir les morts?, Louvain, Éd. Rex, 1931 - Méditations sur Louis Boumal, Louvain, Éd. Rex, 1931 - Vive le Roi! Pour le centenaire de notre dynastie, Louvain, Éd. Rex, 1931 - Mes aventures au Mexique, Louvain, Éd. Rex, 1933 - Prière à Notre-Dame de la Sagesse, Louvain, Éd. Rex, 1934 - Rex et la Flandre, Bruxelles, Éd. Rex, 1936 - Philips, sénateur catholique, commandeur de l'Ordre de Saint Gregoire-le-Grand, banquier louche et faussaire démasqué., Kessel-Loo, Éd. Degrelle, 1936 - Le Message de Rex, Bruxelles, B.D.C.I., 1936 | - Face au danger, Bruxelles, Éd. Rex, 1936 - Mœurs de banksters rouges. Les 300 millions de la Banque du Travail, Coll. «J'accuse» 3, 1936 - Les Voleurs de la banque nationale, Bruxelles, Éd. Rex, 1937 - Franck, Barmat, Van Zeeland, Bruxelles, Éd. Rex, 1937 - État d'âme, Bruxelles, Éd. Rex, 1938 - L'Affaire Sindic: que répond Degrelle?, Bruxelles, Éd. Rex, 1939 - J'accuse Marcel-Henri Jaspar, menteur, pilleur et faussaire, Bruxelles, Éd. Rex, 1939 - Degrelle avait raison, Bruxelles, Éd. Rex, 1941 - La Guerre en prison, Bruxelles, Ignis, 1943 - Feldpost, Bruxelles, Éd. Rex, 1944 - La cohue de 1940, Lausanne, 1949 - La Campagne de Russie, 1941-1945, Le Cheval Ailé, 1949 - Les Âmes qui brulent, À la feuille de Chêne, 1964 - Front de l'est, 1941.1945, La Table Ronde, 1969 - Hitler pour mille ans, La Table Ronde, 1969 - Tintin mon copain, Éditions du Pélican d'or, 1994 - Lettre à Jean-Paul à propos de Auschwitz, 1979 - Le Siècle de Hitler, 1986-2007 |

### Raccolta di testi di Degrelle
- Wim Dannay, Ainsi parla Léon Degrelle, 13 volumes, 1973 (éditeur responsable: H. De Graer-81 Obberg-Wemmel)

### Opere storiche
| - Pierre Assouline, Hergé, Paris, Folio, 2003, éd. Plon, 1996) ISBN 2-07-040235-5 - Lionel Baland, Léon Degrelle et la presse rexiste, Paris, Éditions Déterna, 2009 ISBN 978-2-913044-86-9 - Alain Colignon, «Léon Degrelle», in Nouvelle biographie nationale, vol. 6, Bruxelles, Académie royale des sciences, de lettres et des beaux-arts, 2001, pp. 111–122 - Martin Conway, Degrelle. Les années de collaboration. 1940-1944: le Rexisme de guerre, Ottigines Louvain-La-Neuve, Quorum, 1994 ISBN 2-930014-29-6 - Martin Conway, Degrelle: Les années de collaboration, Éditions Labor, Bruxelles, 2005. - Eddy De Bruyne, Les Wallons meurent à l'Est. Degrelle et les légionnaires wallons au front russe, 1941-1945, Bruxelles, Didier Hatier, 1991 - Eddy De Bruyne, La difficile naissance d'une légion perdue, in Francis Balace (dir.), Jours de Guerre, Bruxelles, Crédit communal, 1991, t.8, pp. 111–127 - Eddy De Bruyne, Dans l'étau de Degrelle, 1994 ISBN 2-930011-11-4 - Eddy De Bruyne, La Collaboration francophone en exil (septembre 1944 – mai 1945), 1997. - Eddy De Bruyne, Marc Rikmenspoel,For Rex and Belgium. Léon Degrelle and Walloon Political & Military Collaboration 1940-1945, 2004 ISBN 1-874622-32-9 - Jacques De Thier, Un diplomate au Bruxelles, Le Cri, 1990 ISBN 2-87106-032-0 - Maurice De Wilde, L'ordre nouveau, Bruxelles, Duculot, 1984 ISBN 2-8011-0484-1 | - Giovanni F. di Muro, Léon Degrelle et l'aventure rexiste (1927-1940), Éditions Luc Pire, 2005 ISBN 2-87415-519-5 - Jean-Michel Étienne, Le mouvement rexiste jusqu'en 1940, Paris, Armand Colin, Cahiers de la fondation nationale des sciences politiques, n. 195, 1968 - Jean-Marie Frérotte, Léon Degrelle, le dernier fasciste, Bruxelles, Paul Legrain, 1987 - Rex - Photos d'hier et d'aujourd'hui, Phigi - J. Gérard-Libois, José Gottovitch, L'an 40. La Belgique occupée, Bruxelles, CRISP, 1971 - Marc Magain, Léon Degrelle, un tigre de papier. Le choc du Pays réel contre la presse belge (1930-1940), Bruxelles, Didier Hatier, 1998 ISBN 2-87088-616-0 - Dirk Martin, Abbeville: La Bavure, in Francis Balace (dir.), Jours de Guerre, Bruxelles, Crédit communal, 1991, t.3, pp. 69–81 - Flore Plisnier, 1940-1944. Ils ont pris les armes pour Hitler. La collaboration armée en Belgique francophone, Bruxelles, Luc Pire-Soma/Ceges, 2008 ISBN 978-2-87415-929-9 - Pol Vandromme, Le loup au cou de chien: Degrelle au service de Hitler, Bruxelles, Labor, 1978 - Jean Vanwelkenhuyzen, 1936, Léopold, Degrelle, van Zeeland et les autres, Bruxelles, Racine, 2004 ISBN 2-87386-319-6 - Els Witte, Jan Craeybeckx, Histoire politique de la Belgique, Labor, Bruxelles, 1987 |

### Libri di contemporanei
| - Léon Allard, administrateur de la Fédération Nationale des Jeunes Gardes Socialistes, Léon Degrelle, pirate de l'électricité, Charleroi, FNJGS, 1936 - Gautier Borain, Un coco de génie, Léon Degrelle, Anvers, Impr. Jos & John Wils, 1937 - Robert Brasillach, Léon Degrelle et l'avenir de Rex, Paris, Plon, 1936 - F. Daniel, Léon Degrelle, mégalomane. Préface dédiée spécialement à toute la classe moyenne, Mons, éd. Salvator, 1937 - Pierre Daye, Léon Degrelle et le Rexisme, Paris, Fayard, 1937 - Frédéric Denis, Rex est mort!, Bruxelles, Labor, 1937 | - Emmanuel d'Hoogvorts, J'accuse léon Degrelle, Anvers, Deplace, Koch & Co, 1936 - Robert de Vroylande, Léon Degrelle pourri, Louvain, Lovanis, 1936 - Robert de Vroylande, Quand Rex était petit, Louvain, Lovanis, 1936 - Ferdinand Godefroid, Secrétaire général de la Fédération Nationale des Jeunes Gardes Socialistes, Degrelle tout nu! Degrelle vendu à Hitler!, Charleroi, FNJGS, 1936 - Usmar Legros, Un homme, un chef: Léon Degrelle, Bruxelles, Rex, s. d. - Paul Muysers, Degrelle sera-t-il dictateur? Quand et comment?, Liège, E.D.A., 1937 |

### Saggi
- Jonathan Littell, Le Sec et l'Humide, 2008

Secondo la rivista Livres Hebdo, Degrelle avrebbe ispirato il personaggio di Maximilien Aue nel romanzo Le benevole di Littell.

### Edizioni italiane degli scritti di Léon Degrelle
- Léon Degrelle, SS Wallonien, Sentinella d'Italia (1981)
- Léon Degrelle, Waffen Ss: la grande sconosciuta, Sentinella d'Italia (1984) ristampato per Edizioni di Avanguardia, Do.Ra. e MAB (2016)
- Léon Degrelle, Fronte dell'Est, Sentinella d'Italia (1997)
- Léon Degrelle, Militia, Edizioni di Ar (2003)
- Léon Degrelle, Appello ai giovani europei, Il Cinabro (2006)
- Léon Degrelle, Il mio cammino di Santiago, Novantico (2006)
- Léon Degrelle, Il Leone, Novantico (2007)
- Léon Degrelle, Le mie avventure in Messico, Novantico (2008)
- Lèon Degrelle, Hitler per mille anni, Sentinella d'Italia
- Léon Degrelle, Feldpost. Appunti di un soldato politico, Ritter (2017)
- Lèon Degrelle, Parla Degrelle. Le interviste censurate, a cura di Jean Michel Charlier, Il Cinabro (2021)

### Filmografia
- Philippe Dutilleul, Isabelle Christiaens, Korentin Falc'hun, Léon Degrelle ou la Führer de vivre, Bruxelles, RTBF, 2009.